# けいおん!
『けいおん!』（K-ON!）は、かきふらいによる日本の4コマ漫画、およびそれを原作としたメディアミックス作品群。

## 概要
部員ゼロで廃部寸前の私立桜が丘女子高等学校軽音部で、唯・律・澪・紬の4人の生徒がバンドを組み、ゼロから部活動を行っていく。途中からは新入生の梓も加わり、5人となる。軽音部の結成から卒業までの3年間を描く。

### 原作の展開
芳文社の月刊4コマ漫画誌『まんがタイムきらら』にて2007年5月号から連載を開始。『まんがタイムきららキャラット』では数回のゲスト掲載を経て、2008年10月号より当面の間、隔月連載された。2009年6月には『まんがタイムきららフォワード』（8月号）にもゲスト掲載された。
2010年9月9日発売の『まんがタイムきらら』2010年10月号をもって完結、連載を終了。その後『まんがタイムきらら』2011年3月号において、同年春より「再始動」すると発表し、詳細を同年4月号で明らかにすると告知した。『まんがタイムきらら』2011年5月号より唯・澪・律・紬の卒業生4人の大学進学後を描いた「大学編」で連載を再開し、同時に『まんがタイムきららキャラット』2011年6月号より梓・憂・純の在校生3人を描いた「高校編」の連載を開始することが発表され、同年4月よりそれぞれ連載を再開した。
大学編は『まんがタイムきらら』2012年7月号（唯・澪・律・紬の大学1年の学祭）で、高校編は『まんがタイムきららキャラット』2012年8月号（梓・憂・純の学祭終了後、軽音部卒業）でそれぞれ連載終了し、まんがタイムきららにおける連載開始から5年3か月（半年間のブランクも含む、大学生編・在校生編は1年3か月）の歴史に終止符を打った。単行本は『けいおん!』全4巻、大学編の単行本『けいおん! college』と高校編の単行本『けいおん! highschool』各1巻ずつの計全6巻が発売されている。
本格的なバンド活動の描写よりも、メンバーたちののんびりとした日常を描写することに視点が置かれている。作者のかきふらいは初連載作品として本作を手がけるにあたり、大学時代に経験したバンド活動を題材に選び、主人公・平沢唯を音楽の初心者に設定することで、音楽に詳しくない読者にも読める漫画を目指したという。
作中での時間経過が現実とリンクしており、第1話が掲載された『まんがタイムきらら』2007年5月号（同年4月発売）で新入生として登場した主人公たちは毎年4月になるたびに進級している。また、作中で行われる季節のイベントも、そのエピソードの掲載時期に則したものになっている。ただし、高校3年生の冬を迎えた2010年1月号あたりから徐々に時間経過にタイムラグが生じ、主人公たちの卒業式を描いた最終回は2010年10月号に掲載された。
2018年6月発売の『まんがタイムきらら』7月号にて、新作となる「けいおん!Shuffle」が同誌2018年8月号から掲載されることが発表された。2025年3月号より、当面の間の休載が告知されている。
シリーズ累計部数は335万部を突破している。

### 登場人物たちについて
原作では音楽に関する言及が少なく、登場人物たちの詳しい音楽性や嗜好ジャンルは語られていない。嗜好ジャンルについては、テレビシリーズ第1期BD封入特典のキャラクター・プロフィールカードに記述されている。
登場人物の名前は放課後ティータイムのメンバーの姓が音楽グループのP-MODELのメンバー、他の登場人物の姓がthe pillowsのメンバーにちなんだものになっていることがファンの間から指摘されており、P-MODELのメンバーの一人であった平沢進は、自身のTwitterのフォロワー数が増えたことに関して「間違えてないか？私は平沢進だぞ。平沢唯じゃない」と本作に言及するツイートを残した。さわ子を含む登場人物はパートもそれぞれ同姓の人物と揃っているが、梓のみ異なっている。

### メディア展開と市場形成
2009年4月から深夜帯でテレビアニメの放送が開始されると、作中に登場する楽器や関連楽曲にも注目が集まるなどの大きな反響があった（アニメ版についての詳細は「テレビアニメ」の節を参照）。2010年4月から第2期『けいおん!!』（感嘆符の数が第1期と異なる）が放送された。ほか、劇場版が2011年12月3日より全国劇場にて公開された。詳しくは映画を参照。
その反響は数字としても現れており、テレビアニメ第1期の終了時点で、ポスターなども含めた関連商品の点数は200点以上におよび、TBSの番組としてはこれまで最多であった『ROOKIES』の103点を倍近く上回っている。それから2年以上経過した劇場版公開直前の日経エンタテインメント! 2011年12月号特集（2012年1月には日経本紙電子版にも掲載されている）によれば、アニメグッズ、タイアップ商品、フィギュア、プラモデル、お菓子、飲料、楽器、ラッピング電車、乗車券、切手など、商品化アイテムは1,050点以上、その市場規模は150億円超とされている。なおこれはテレビアニメ版の関連商品のみの数字で、映像商品（BD/DVD）は含まれず、劇場版公開前のデータのためその関連も含まない。そして2012年5月22日に行われた東京放送ホールディングス（TBSHD）2012年3月期決算説明会では、アイテム数はさらに増え1,500点以上、映像商品を含めた市場規模も380億円に達しているとの報告があった。

### タイトルロゴの相違
原作のタイトルロゴは「お」の字にギターのシルエットが模され、そこからフォーンケーブルが延び末尾の感嘆符に模されたアンプに繋がっているのが特徴。一方で、アニメ、グッズ、CDなどのロゴの感嘆符は通常のものになっている。

## あらすじ

### シリーズ全体の大まかな流れ
唯・澪・律・紬が入学した時点で、桜が丘高校軽音部は前年に部員全員が卒業したため部員数が0となり、新たに4人の部員が入部しなければ廃部となる状況だった。そのため軽音部に入部を希望していた田井中律は自ら発起人となり、幼なじみの秋山澪をなかば強引に入部させ、合唱部の練習場所と間違えて二人のいた音楽室にやってきた琴吹紬も勧誘し、部員数を3人にする。そこに軽音部を「軽い音楽をする部活」と勘違いした平沢唯が4人目として入部したことで、軽音部はなんとか廃部を免れることができた。さらに翌年、新入生の中野梓が入部したことで部員数は5人となる。
部長は律、顧問は山中さわ子が務める。第1音楽室の隣にある準備室を部室に据える。バンド名はメンバー各自が考えた末決めることができず、痺れを切らしたさわ子が勢いで「放課後ティータイム」と命名した。以降このバンド名で活動し、アニメ版では唯が考え出した温泉マークの下にティーカップを描いたものをロゴマークとしている。
軽音部の活動は学園祭と新入生歓迎会でのライブが中心。アニメ版では第1期の番外編でライブハウスのコンサートに出演し、ほかのバンドのメンバーとの交流を経験した。映画ではその時の縁からロンドンで行われたイベントでライブ演奏をするなど、学園外活動の実績もある。しかし原作ではこのエピソードが存在しないため、生徒会が軽音部の存続を危ぶんでいたこともある。
卒業後の進路は紆余曲折の末に4人とも同じ大学を目指すことになり、無事全員が合格してN女子大学 に進学することになった。
大学（college）でも4人は軽音部に入部したが、そこでライバルバンド「恩那組」の和田晶・林幸・吉田菖の3人と出会う（しかし、ライバルだと思い込んでいるのは晶のみである）。
アニメ第2期および映画では、放課後ティータイムの上級生組4人が修学旅行に行った際に購入した（梓にはおみやげとして渡した）「け」「い」「お」「ん」「ぶ」の一文字が刻まれたキーホルダーを各自一文字所有し、全員がバッグに取り付けている。

### 1年生編
私立桜が丘女子高等学校（桜が丘高校） に入学した田井中律は一緒に入学した幼なじみの秋山澪とともに軽音部の見学に行こうとするが、部員が前年度末に全員卒業してしまったため、4月中に新入部員が4人集まらなければ廃部になると聞かされる。その後、合唱部の見学に来るつもりが律の勧誘で軽音部に来てしまった琴吹紬は、律と澪の掛け合いを聞いているうちに2人を気に入り、入部に同意する。3人は部の存続のため、あと1人を入部させるべく勧誘活動を開始した。
主人公の平沢唯は何か部活に入ろうとするが何も思いつかず、2週間ものあいだ入部届を書けずに日々を過ごしていた。そんなとき、軽音部の存在を知った唯は「軽い音楽って書くから、簡単なことしかやらない（口笛とか）」と思い入部届を出してしまう。実際にはバンド活動をするなどを知り「自分にはバンドはできない」と入部を取り消してもらうために部室を訪れた唯だったが、3人の演奏を聴いて心を動かされ入部を決意した。
こうして集まった4人は唯の楽器購入を手始めに、練習・合宿・学園祭とゼロからの音楽活動を行っていく。

### 2年生編
1年次に桜が丘高校の音楽教師・山中さわ子を半ば強制的に顧問に迎えた軽音部は2年生となり、新入生を獲得するため勧誘活動を開始。しかしさわ子発案の奇抜な勧誘活動と普段のだらけぶりが仇となり、新入生の足は遠のくばかりだった。
同校に入学した中野梓は軽音部に興味を抱き、唯たちの新歓ライブの演奏に感動して、軽音部への入部を決めた。しかし、普段の軽音部の雰囲気を知った梓は、真面目な部活動をしたいという真剣な思いとの落差に唖然とし、戸惑ってしまう。最初はそのゆるい雰囲気に反発していたが、唯たち4人と過ごすうちに彼女らの素顔を知り、結束を固めていく。2年目にして「放課後ティータイム」というバンド名をつけた軽音部の学園祭のライブでは、唯が風邪を引いてしまい本番にこられないかもしれないというハプニングを迎えたものの、全員揃って出演することに成功するのだった。

### 3年生編
生徒会長兼秋山澪ファンクラブ会長・曽我部恵の澪へのストーカー騒ぎがあった3学期後、唯・澪・律・紬は3年生に、梓は2年生に進級した。勧誘活動を開始したものの効果は実らず、新入生は1人も集まらなかった。しかし梓は部内の結束力を実感し、5人は現状維持のまま、緩やかな部活動を継続させていく。
高校生活も残り1年となった唯・澪・律・紬は、卒業後の進路を決めなければならないという岐路に立っていた。澪と紬は大学進学を選ぶが、唯と律は進路を決められずにいた。学園祭ではクラスの出し物の演劇『ロミオとジュリエット』で澪がロミオ、律がジュリエットという普段のキャラと正反対の役を演じることになり四苦八苦しながらも無事に乗り切り、前年までハプニング続きだった学園祭ライブも、さわ子発案のサプライズもあり成功を収めた。
やがて推薦入学を狙っていた澪が「みんなと同じ大学に行きたい」と考えたため、唯、律とともに紬の志望校であるN女子大学への進学を決める。そして軽音部は3年生の卒業、そして梓との別れの時を迎える。

### けいおん! college
大学に進んだ唯たちは、同じ学生寮に住みながら大学に通い始めることとなった。寮や入学式で出会った和田晶、林幸、吉田菖の3人とともに軽音部に入部、いずれも高校時代より活動していた「放課後ティータイム」と「恩那組」というバンドとしてライバル関係として競い合うも、高校時代と同様に緩やかな学生生活を過ごすようになる。そして、大学や寮での生活、軽音部での合宿などを経て、大学祭で行われるライブで1年生バンド同士のバンド対決が行われることになる。

### けいおん! highschool
3年になり、唯たちが卒業して梓1人が残った軽音部だったが、唯の妹でクラスメイトの平沢憂、同じくクラスメイトの鈴木純が入部する。部員が4人以上いないと廃部になるため、新部長である梓が新歓ライブを行うが、弾き語りができずにライブは失敗してしまう。しかし、紬の命令で部室にあるティーセットを取り戻そうとしてなりゆきで入部することとなった琴吹家に住む斉藤菫、菫と同じクラスでさまざまな部活動に挑戦し、結果的に軽音部に入ることとなった奥田直が加わり、軽音部は存続することとなる。
そして梓と憂がギター、純がベース、菫がドラムス、直はさわ子に見いだされるかたちでDTMによる作曲と作詞を手がけることとなり、さわ子が命名した新生軽音部「わかばガールズ」は学祭ライブに向かっていく。

### けいおん! Shuffle
唯たち桜高軽音部が活動を始めた高校1年の時のこと。別の光が丘女子高校に通う佐久間紫と清水楓は帰宅部として過ごしていたが、その年の桜高の学園祭で軽音部の演奏を見て影響を受け、「自分たちも軽音部に入ってバンド活動を始めたい」と考えるようになる。そこで2人は軽音部に入部しようとするが、光が丘女子高校には軽音部は存在せず、クラスメイトの澤部真帆が調べたところ軽音同好会ならあると知る。しかし既に部員が多数辞めており、部室には1年先輩の佐藤莉子しかおらず、廃部寸前だった。
部室を見ればドラムセットがあり、紫はそれに触れたことで入部を即決する。そして楓、さらには付き添いでやってきた真帆も巻き込まれる形でそのまま入部し、莉子と共に軽音同好会を立て直すことになる。

## 舞台

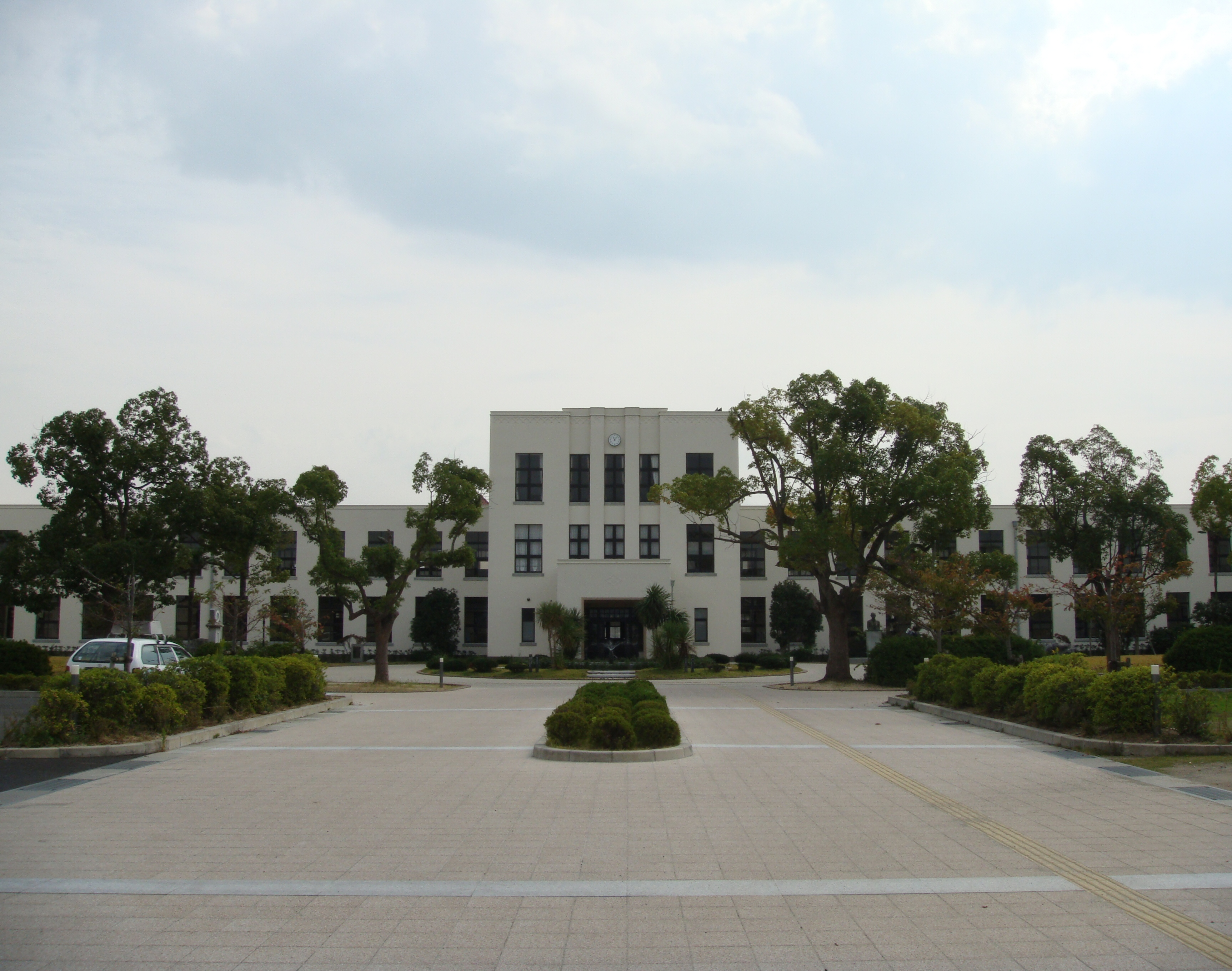
豊郷町立豊郷小学校旧校舎

明確な舞台は設定されていない。ただし劇中には修学旅行で京都に向かうエピソードがあり、往路の東海道新幹線の車窓から富士山が見えている描写がある。また、劇中には「県」から作文の賞をもらったという澪のセリフがある。一年生の唯たちが初詣に向かう際、待ち合わせている駅に掛けられている看板は、白地に水色の平行四辺形が配されており、小田急電鉄の旧デザインに酷似している。
アニメ版では舞台とは別に、京都市内（特に左京区周辺）の風景が描画モデルに用いられており、京都に修学旅行に行く回では左京区以外を中心に描写された。劇中に登場する施設などにも描画モデルが存在し、劇中に登場 するレコード・楽器店「10GIA」は京都市中京区のJEUGIA三条本店、番外編 に登場するライブハウスは東京都渋谷区恵比寿のライブハウス「LIVEGATE（ライブゲート）TOKYO@EBISU」がモデルとなっており、それぞれ取材協力を受けている。
交通機関では、あくまでも似ているに過ぎないというスタンスのようであるが、通学などに利用されている叡山電鉄の修学院駅、一乗寺駅、出町柳駅の駅舎や車両が登場していることから、聖地巡礼のファンが訪れている。合宿では北近畿タンゴ鉄道（現・京都丹後鉄道）の車両や由良川橋梁が、バスは京阪バスや京阪宇治バス（現・京都京阪バス）とされる貸切車両が数回登場している（夏フェスに行くシーンで軽音部の面々が集合した場所は西日本旅客鉄道（JR西日本）宇治駅、目の前の停留所が当時の京阪宇治バスをモチーフとしたものである）。京都アニメーション側は否定しているが、主人公達が通う高校の外観や内装は滋賀県犬上郡豊郷町に存在するウィリアム・メレル・ヴォーリズ設計の豊郷町立豊郷小学校旧校舎がモデルと推察され、舞台探訪（いわゆる聖地巡礼）に訪れるファンを対象とした町おこしも行われている。また、豊郷町立豊郷小学校旧校舎が「聖地巡礼で行ってみたい場所」のアンケートで3位にランクインしている。
映画版では、最初にイビス・ロンドンシティに行き、イビス・ロンドン・アールズコートに移動していることが確認できる。

## 登場人物
声はテレビアニメ版の声優。
平沢唯（ひらさわ ゆい）
声 - 豊崎愛生
この作品の主人公。楽器経験のなかった軽音部員。自身のギターに「ギー太」と名前をつけている。パートはリードギターとボーカル。
秋山澪（あきやま みお）
声 - 日笠陽子
唯と同学年の軽音部員で律とは幼なじみ。恥ずかしがり屋だが、目的達成のための努力は惜しまない頑張り屋。パートはベースとボーカル。左弾き。原作者 かきふらいが左利きのため、澪を左利きの設定にしたと第1巻あとがきで語っている。
田井中律（たいなか りつ）
声 - 佐藤聡美
唯と同学年の軽音部部長で澪とは幼なじみ。パートはドラムス。
琴吹紬（ことぶき つむぎ）
声 - 寿美菜子
唯と同学年の軽音部員。パートはキーボード。
中野梓（なかの あずさ）
声 - 竹達彩奈
唯たちの後輩の軽音部員。次代の軽音部部長。パートはサイドギター。
山中さわ子（やまなか さわこ）
声 - 真田アサミ
唯たちの学校の音楽教師で、軽音部顧問、放課後ティータイム（HTT）のプロデューサー。自身も学生時代に軽音部に所属していた。
平沢憂（ひらさわ うい）
声 - 米澤円
唯の1つ年下の妹。唯たちの卒業後に軽音部に入部。
真鍋和（まなべ のどか）
声 - 藤東知夏
唯の幼なじみで、生徒会役員、のちに生徒会長就任。
鈴木純（すずき じゅん）
声 - 永田依子
憂と同じ学年で同じ中学出身。アニメではジャズ研所属。唯たちの卒業後に軽音部に入部。

## 書誌情報

### 掲載誌
けいおん!（1年生編〜3年生編）
- まんがタイムきらら（2007年5月号 - 2010年10月号）
- まんがタイムきららキャラット（2008年4月号、8月号ゲスト、10月号 - 2009年6月号（隔月掲載）、9月号、10月号）
- まんがタイムきららフォワード（2009年8月号ゲスト）

けいおん! 大学編
- まんがタイムきらら（2011年5月号 - 2012年7月号）

けいおん! 高校編
- まんがタイムきららキャラット（2011年6月号 - 2012年8月号）

けいおん! Shuffle
- まんがタイムきらら（2018年8月号 - ）

### 単行本
単行本カバー下の表紙には、1 - 3巻には3 - 5コマ程のコマ割り漫画が掲載されているが、4巻のみ後書きが書かれ、collegeでは新キャラである恩那組、highschoolでは菫と直の設定画が描かれている。また、裏表紙には、1 - 4巻とcollegeにはムギこと琴吹紬の半円状の太い眉毛が実はたくあんであったとされる設定のラフ画タッチの4コマ漫画、highschoolでは梓の2本のツインテールが実は大きなひじき、憂の腕がマシンガン、純のおだんご頭が大きなホコリであったとされる設定のラフ画タッチの4コマ漫画がそれぞれ2本掲載されている。
ゲスト掲載として、1巻では大沖が、2巻では大沖と三上小又がイラストを1ページ描いている。また、作中のところどころに大沖の作品『はるみねーしょん』の主人公「細野はるみ」のキャラクターグッズが登場している。
| 巻数 | タイトル             | 初版発行日付（発売日）         | ISBN              |
| ---- | -------------------- | ------------------------------ | ----------------- |
| 1    | けいおん! 1          | 2008年5月11日（4月26日）       | 978-4-8322-7693-2 |
| 2    | けいおん! 2          | 2009年3月13日（2月26日）       | 978-4-8322-7781-6 |
| 3    | けいおん! 3          | 2010年1月2日（2009年12月18日） | 978-4-8322-7869-1 |
| 4    | けいおん! 4          | 2010年10月12日（9月27日）      | 978-4-8322-7943-8 |
| 5    | けいおん! college    | 2012年10月12日（9月27日）      | 978-4-8322-4196-1 |
| 6    | けいおん! highschool | 2012年11月11日（10月27日）     | 978-4-8322-4209-8 |
| 7    | けいおん! Shuffle 1  | 2020年3月13日（2月27日）       | 978-4-8322-7171-5 |
| 8    | けいおん! Shuffle 2  | 2022年8月11日（7月27日）       | 978-4-8322-7382-5 |
| 9    | けいおん! Shuffle 3  | 2024年4月11日（3月27日）       | 978-4-8322-9535-3 |

#### 掛け替えカバー
メロンブックス限定カバーは第1巻が憂、第2巻が梓、第3巻が澪、第4巻が紬の水着姿になっている。また、4巻発売時に再版された1 - 3巻の掛け替えカバーではデザインは同様だが水着部分がザラザラとした加工のザラピカ仕様となっている。ゲーマーズでは、第3巻と、『けいおん!TVアニメ公式ガイドブック 〜桜高軽音部活動日誌〜』を同時購入すると、唯と梓の限定カバー（掛けかえブックカバー）がついてくる。また、第3巻だけ購入すると、澪の晴れ着姿の限定カバー（掛けかえブックカバー）が、第4巻だけ購入すると、澪の体操シャツ姿の限定カバー（掛けかえブックカバー）がついてくる。アニメイトでは、4巻を買うと梓がギターの横で寝転ぶ姿が描かれた掛け替えカバーがついてくるが、裏表紙の部員のローマ字表記で紬の表記が「MUGI KOTOBUKI」と「TSU」が抜けた状態で誤表記されていた。また、まんがタイムきらら2010年11月号では、けいおん!の3号連続付録の第3弾として、梓が表紙の4巻の掛け替えカバー（桃）が付いていた。

### アンソロジー・その他
関連書籍も芳文社から出版されている。

## 評価

### 批評
本作品を評価するうえでその特徴としてしばしば挙げられるのは、女子高校生の軽音部の活動を題材としていながら、バンドものでありがちな「メジャーデビューを目指す過程での挫折と成長」「音楽性の違いによるメンバー間の対立」「本格的な恋愛関係」といったドラマチックな要素（あるいはそれを誘発しかねない男性キャラクター）が排除されていることである。このような物語性の希薄さが視聴者の一部には「どこを楽しんだらいいのか理解できない薄い作品」という印象を与える反面、ゼロ年代後半にはこれらとほぼ同様の特徴を持ったオタク系作品が、インターネット上で俗に空気系と呼ばれる形で大きくヒットを記録している。2007年のアニメ『らき☆すた』を空気系の火付け役とすれば、本作品はその到達点といえる作品であるといわれることもある。両者を比較すると、『らき☆すた』では主役級のキャラクターがオタクであると設定されていることもあってオタク文化を元ネタにしたギャグが豊富に作中に散りばめられていたのに対し、本作ではそういったオタク系のギャグ要素も排除され、純粋に「（複数の）美少女たちの日常生活」の描写にポイントを絞っている点が異なる。
本作品が大きくヒットした理由も、前述の（空気系作品全般にみられるような）特徴が現代社会とマッチしていたと説明されることが多い。評論家の宇野常寛は、社会学者の北田暁大のいう「つながりの社会性」 が肥大化した現代社会において、そういったコミュニケーション様式を理想化して描くという形で『けいおん!』のような（つまり実質的には無内容の会話が延々と繰り返される作風の）作品が出現すると述べており、大きな目標を必要としない空気系的なメンタリティはアニメ版で使用された楽曲の歌詞にも見出されるとしている。
アニメ評論家の氷川竜介は、本作の人気の要因が、著名なアニメ制作会社がアニメ版を手掛けたことのほかにも、等身大の女子高生として描かれた主人公や作品世界の描写といった作風にあることを指摘した。音楽を志すための努力が描かれるわけでもなく、男性も登場しない主要登場人物たちの日常を観察するという設定が、ヒット当時の社会に合致していたのではないかと述べている。
京都国際マンガミュージアム所属の研究員・伊藤遊は、2010年10月21日付の朝日新聞大阪本社版の夕刊における本作品への批評において「四コマ漫画の基本である「起承転結」や「オチ」が重視されていない」「ストーリーがないため、登場人物が成長しない」といった形で前述のストーリー性・成長要素の欠如を指摘しつつも、本作品のヒットを「オチも成長もない日常をユートピア的に描いた本作は、ブログやツイッターといったメディアを介し、他人の何でもない日々とゆるやかにつながりたい、と願う現代人の志向にぴったりなのかもしれない」と説明した。
TBSプロデューサーの中山佳久は、「本作品には通常の意味での物語性は剥奪されているように見えるかもしれないが、他愛もない会話の断片から登場人物の微妙な心理や気遣いを感じ取ることができた視聴者は素直に感動することができるのであり、本作を「なにも事件が起きない作品」と批判するのは短絡的ではないか」と述べている。
本作は延々と続いていく日常生活を描いてはいるものの、『サザエさん』のように作品内での時間経過を（1年ごとに循環させるなどして）事実上停止させて描く手法は用いられず、最終的にはヒロインたちを高校から卒業させるという形でいったん完結している。美術評論家の暮沢剛巳は、このようにあえてアニメ2期の終了とほぼ同時に原作をひとまず完結させた点が『あずまんが大王』と同様に潔いと述べており、宇野常寛は、本作のヒロインたちの楽園のようなコミュニティを強制的に終了しかねない卒業というイベントを経てもなおそれを維持できるかという主題が描かれることになるとしている。なお、高校卒業後の続編（大学編）については、評論家の小森健太朗が、「〈空気系〉とは違うとこにいってしまっている」と評している。
評論家の古谷経衡は自身の個人ブログで、「1期1話や2期20話で傑作の予感がした」としながらも、「全員同じ大学に進学することに失望した」とも評価した。「いつまでもお菓子を食べながら楽しく暮らす夢遊病者のごとき人生を歩むことを善とする、同じ女子大に進学しなければ友情が壊れてしまう程度の4人の人間関係の薄っぺらさを描写することになってしまった作品」と述べている。また、「どう足掻いても3年で終わってしまう高校生活の儚さや離別によって完成する青春というテーマを踏みにじっており、無味乾燥な記号に成り果てた卒業式になってしまった」とも述べている。
一方、アニメ雑誌記事も手がけるフリーライターの廣田恵介は自身のブログで、自身は古谷とは個人的な親交がありこれは反論ではないと前置きしつつも、古谷の評価について、物語の最後にキャラクターの成長を描かなければならないという認識がすでに紋切り型であり、大人の社会規範に合わせて自分を適合させることを成長として描くような価値観は、現在の社会で共有されていないと指摘している。

### 広瀬正浩の「空気系」説批判
広瀬正浩は「けいおん！」が空気系で、達成する目的がない、物語性がない、無時間的である、男性不在であるとする批評に対して疑問を呈している。
広瀬は物語性のなさについて、1期・1話「廃部！」で中学時代には帰宅部だった唯が、変化を求めて高校では部活を行おうとすることや、1期・14話「ライブハウス！」の劇中で澪が「こんな話ができたのも、唯やムギ、みんなのおかげかも。みんながちょっとずつ新しいドアを開いてくれる」「せっかく新しいドアを開いたんだから」とのセリフから、澪たちは1年の春から2年の冬までの間に目的の達成に向かって前進しており、「けいおん！」には目的の達成や物語が存在するとしている。
また無時間的であるとする指摘には、2期・20話「またまた学園祭！」で澪と唯が1・2年時の学園祭でのトラウマや失敗を引きずっていることを引き合いに出し、無時間的とする批評は当たらないとしている。また2期・20話のクライマックスシーンから、もう今のような日常が訪れることがないことを唯たちが理解しており、時間の有限性を自覚しているとする。
男性の不在について、確かに「けいおん！」には主要な男性キャラクターは存在しないが、山中さわ子が男性的な視線を持ったキャラクターとして存在しており、男性キャラクターの不在が男性的な視線の不在を意味するわけではないとし、以上のことから広瀬は「けいおん！」は空気系とは言えないとしている。

## テレビアニメ
第1期『けいおん!』が2009年4月から6月まで、第2期『けいおん!!』が2010年4月から9月まで放送された。

### 概要
アニメーションの制作は、その作風に熱狂的なファンが多い京都アニメーションが手がけており、これが放送前からの注目や作品の人気につながったとも言われる。そのため、スタッフは『AIR』や『Kanon』といったKey原作のアニメ作品から続投している者が多い。監督には、当時若手であった山田尚子が抜擢された。アニメ版では本作の主題でもある日常描写に多くの動画枚数を割くことで、登場人物たちの何気ない仕草や目線の動きから心の機微まで察することができるような、実在感のある描写が行われた。
第1期の放送が開始されると、間もなく原作漫画がネット通販などで品薄となり、さらに作中で登場人物が使用している実在のギターやベースといった楽器や、ヘッドホンや文具などの小物 にも注目が集まった。特に作中で秋山澪が使用しているブランドの左利き用ベースは数週間で在庫が尽き、例年比で約2年分の追加発注が行われたという。楽器業界からも反応が寄せられ、一部の楽器店や音楽教室では作品の反響を意識したアピールが行われるなど、その影響力も注目を集めた。一連のブームの影響は、高校の部活動における軽音楽部の部員増加といった形でも現れたという。
深夜アニメの視聴率は2.0%が「合格点」であるとされるなか、第1期の視聴率は関東地区で全話平均が1.9%（ビデオリサーチ調べ）と、突出して好調というわけではなかったが、一方で番組録画率は高く、ほとんどの回で全番組中20位以内にランクインしている（Gガイド・テレビ王国調べ）。なお、PlayStation 3専用デジタルチューナーtorneのバージョン2.00に搭載された「3倍モード（AVC記録モード）」記録データのデコード用最適化フィルターでは、アニメ用のパラメータ設定は本番組を基準として調整されていることが明かされている。
第1期、第2期とも製作局のTBS（地上波・TBSチャンネルとも）やMBSやCBCでは字幕放送を行っているが、それ以外の地方局で字幕放送を実施している局は少ない。Blu-ray版には日本語字幕データが収録され、メニューから選択すれば表示して鑑賞が可能であり、テレビ放送時とは異なりオープニング・エンディング（歌詞）や次回予告のチャプターにも字幕を表示できる。
本放送終了後の放送として、2016年1月23日11:00からTBSチャンネル2で第1期・第2期・劇場版の24時間一挙放送を行った ほか、同年4月7日から2017年1月19日までNHK BSプレミアムで第1期・第2期を放送した。

### 第1期『けいおん!』
2009年4月から6月まで、TBSテレビをはじめとするTBS系列28局中8局およびBS-TBSにて、本編12話と番外編1話（全13話）が放送された。2011年夏ごろからは第1期が未放送だった地域のTBS系列局でも相次いで放送が開始され、TBSテレビなど一部本放送局では再放送された。DVD・Blu-ray第7巻にはテレビ未放送の新作番外編（#14）が収録された。
地上波での本放送時は縦横比4:3の標準画質 だったが、BS-TBSでの本放送時及び2019年の再放送時には縦横比16:9のハイビジョン画質にアップコンバートされた。単行本1・2巻収録分を原作としており、唯たちが2年生の時の学園祭までを本編として全12話でオリジナルの展開を加えつつほぼ原作に忠実に再現。番外編の#13、#14についてはオリジナル展開がメインとしつつも、2巻収録の学園祭後の冬のエピソードも加えて展開された。
アニメ版の最終回である#13は番外編として制作されたが、そのため#11放送終了後の次回予告では#12が「最終回」として告知された（各話リストの項も参照）。これをファンが当初の予定より放送回数が減ったと誤解したためインターネット上では大きな騒動となり、製作サイドには問い合わせなどが殺到した。番外編（#13）が放送された2009年6月25日の週には公式サイトへのアクセス数が234万件を記録し、同局番組サイトで1位となった。
2019年4月から6月まで、放送10周年を記念してTBSテレビ（関東ローカル）とBS-TBSで再放送された。

### 第2期『けいおん!!』
2010年4月から9月まで、TBS系列にて2クールにわたって本編24話と番外編2話（全26話）が放送された。DVD・Blu-ray第9巻にはテレビ未放送の新作番外編（#27）が収録された。TBS製作の深夜アニメでは初となるTBS系列全28局ネットで放送されたが、BS-TBSでは放送されなかった。
第2期タイトルは感嘆符が2つとなり、感嘆符が1つであった原作および第1期タイトルと区別される。単行本第3巻以降の「3年生編」をベースにしており、第1期で放送できなかった「2年生編」のエピソードやアニメオリジナルのエピソード（原作のエピソードが織り込まれた回もある）も織り込まれて展開された。#16以降、放送時点での最新単行本（3巻）を追い越した展開がなされ、原作の完結および最終巻（第4巻）の発売と歩調を合わせるかたちでアニメ第2期も最終回を迎えた。#22以降は原作の終盤に当たる展開をほぼアニメオリジナルのストーリーで描いた。
第2期の製作発表は2009年12月30日に開催されたライブイベント「TVアニメ『けいおん!』ライブイベント 〜レッツゴー!〜」で行われた。第1期終了直後、公式サイト掲示板に第2期を放送してほしいという要望が数件寄せられたが、TBSの番組担当者は「2期の予定は今のところないが、偉い人にお願いする、要望があることを伝える」とコメントしており、それが実現するかたちとなった。

### 登場人物の使用楽器
平沢唯
- ギター：Gibson・Les Paul Standard Traditional（Helitage Cherry Sunburst[注 19][注 20]、ただしトラスロッドカバーの表記はStandard）
- 弦：D'Addario XL Nickel Round Wound
- アンプ：Marshall MG15CDR
- ピック：ティアドロップ・白・Gibson・Heavy[注 21]

秋山澪
- ベース：Fender・Jazz Bass JB-62（3Tone Sunburst）レフティ（左利き用）仕様[注 22]
- 弦：D'Addario XL Nickel Round Wound Bass EXL160TP Medium Long Scale (050-070-085-105)
- ベースアンプ：FENDER JAPAN BMC-20CE

田井中律
- ドラムセット：ヤマハ・Hipgig（Mellow Yellow、第2期前半のエンディングではWhite Marine Pearlを使用している）[注 23]
- シンバル：Zildjian社製（プロダクトラインは不明）

琴吹紬
- キーボード：KORG・TRITON Extreme[注 24]（76鍵盤モデル）。Clavia DMI AB・Nord Lead 2X（映画版にてエンディングおよびロンドンの寿司バーのライブシーンにて使用。）
- ショルダーキーボード：KORG・RK-100（第1期のエンディングに使用）
- ハモンドオルガン：B-3mk-2（第2期のエンディングに使用）
- キーボードアンプ：Roland KC-880

中野梓
- ギター：Fender Japan・Mustang MG-69・MH（Old Candy Apple Red）[注 25]

平沢憂
- ギター：Fender Japan・ストラトキャスターST57 サーフグリーン

鈴木純
- ベース：ヤマハ・SBV-500 PearlWhite

山中さわ子
- ギター：Gibson・64'SG Standard[注 26]
- ギター：Epiphone・Limited Edition 1958 Korina Flying V（Alpine White。テレビシリーズのみ）

### スタッフ
- 原作 - かきふらい（芳文社「まんがタイムきらら」連載）[注 27]
- 監督 - 山田尚子[32]
- プロデューサー - 中山佳久、中村伸一、太布尚弘、八田陽子
- シリーズ構成 - 吉田玲子[32]
- キャラクターデザイン・総作画監督 - 堀口悠紀子[32]
- 楽器監修 - 高橋博行[32]
- 美術監督 - 田村せいき[32]
- 色彩設計 - 竹田明代[32]
- 撮影監督 - 山本倫[32]
- 編集 - 重村建吾
- 音響監督 - 鶴岡陽太
- 音響効果 - 神保大介
- 音楽 - 百石元
- 音楽プロデューサー - 小森茂生
- 音楽制作 - ポニーキャニオン
- アドバイザー - 石原立也
- アニメーションプロデューサー - 大橋永晴
- アニメーション制作 - 京都アニメーション[32]
- 製作協力 - ポニーキャニオン、ムービック、京都アニメーション
- 製作 - 桜高軽音部[32]、TBS

### 楽曲
登場人物名義で発売された主題歌や劇中歌などの『けいおん!』関連の多くの関連楽曲CDがオリコンチャートの上位にランクインし、主題歌および挿入歌CDはすべてのタイトルで、キャラクターCDも1タイトルを除いたすべてで、オリコン週間チャートでトップ10入りしている。アニメ版第1期の終了時点で、シングル・アルバムを合わせた関連CDの総売上枚数が100万枚を突破、音楽配信の総ダウンロード数も100万ダウンロードを突破した。これらの業績が評価され、レコチョクアワード2009年上半期最優秀新人賞、第24回日本ゴールドディスク大賞特別賞などを受賞（詳細は「受賞歴など」を参照）、中には「アニメソングやアニメキャラクター名義のCDとしては史上初の週間チャート首位獲得」「数十年ぶりの女性歌手タイトルによる週間チャート1位2位独占」といったオリコンチャート史に残る記録を樹立したCDもある。カラオケでは、「GO! GO! MANIAC」がJOYSOUND2010年年間カラオケランキングで5位となっている。作品の主題が音楽活動であることもあり、アニメ版のプロデューサーの中山佳久は主題歌・劇中歌などの各楽曲について、作品にとっての最高の宣伝材料でもあると位置づけている。
順位は特に注意がなければオリコン週間チャートにおける最高位。各CDの詳細は、下記のそれぞれのCDの項を参照。
楽曲は各登場人物を演じる声優が歌い、キャラクター名義でクレジットされた。歌手名は本編の進行に応じて下記のように表記されている。
- 桜高軽音部［平沢唯・秋山澪・田井中律・琴吹紬（CV：豊崎愛生、日笠陽子、佐藤聡美、寿美菜子）］（第1期オープニング・エンディング・「ふわふわ時間」）
- 放課後ティータイム［平沢唯・秋山澪・田井中律・琴吹紬・中野梓（CV：豊崎愛生、日笠陽子、佐藤聡美、寿美菜子、竹達彩奈）］（「放課後ティータイム」および第2期全タイトル）

#### 主題歌
オープニングテーマはすべて作詞を大森祥子、作曲・編曲をTom-H@ckが担当。エンディングテーマはすべて作詞を大森祥子、作曲を前澤寛之、編曲を小森茂生が担当。
いずれもメインボーカルは、オープニングテーマでは平沢唯（豊崎愛生）が、エンディングテーマでは秋山澪（日笠陽子）が担当し、ほかのメンバーもコーラスとして参加している。
オープニングの映像には、軽音部のメンバーたちが主題歌を歌い演奏する場面なども盛り込まれている。登場人物たちが自ら作成した映像という設定となっており、あえて素人が撮影して編集した映像のように見せる演出が施されている。
一方、エンディングの映像は「想像の中でプロデビューを果たした軽音部」という趣旨の設定で描かれており、プロが作成したかのようなミュージック・ビデオ風の映像となっている。
「Cagayake!GIRLS」
桜高軽音部による第1期のオープニングテーマ。2009年4月22日発売、シングル4位。
#9より映像に中野梓が追加され、曲中にも梓（竹達彩奈）のコーラスと2本目のギターパートが追加された。
「GO! GO! MANIAC」
放課後ティータイムによる第2期第1クールのオープニングテーマ。#1から#13で使用。2010年4月28日発売、シングル1位。
「Utauyo!!MIRACLE」
放課後ティータイムによる第2期第2クールのオープニングテーマ。#14から#27で使用。2010年8月4日発売、シングル3位。
「Don't say "lazy"」
桜高軽音部による第1期のエンディングテーマ。2009年4月22日発売、シングル2位。
「Listen!!」
放課後ティータイムによる第2期第1クールのエンディングテーマ。#1から#13で使用。2010年4月28日発売、シングル2位。
「NO,Thank You!」
放課後ティータイムによる第2期第2クールのエンディングテーマ。#14から#27で使用。2010年8月4日発売、シングル2位。

#### 挿入歌
括弧内の作詞・作曲表記は劇中での設定であり、エンディングではこちらがクレジットされている。DEATH DEVIL名義の曲以外は、全て放課後ティータイム名義でアルバム収録。収録先は曲名の横に下記のように表記する。
- （I） - 「放課後ティータイム」（2009年7月22日発売、アルバム1位）
- （II） - 「放課後ティータイムII」（2010年10月27日発売、アルバム1位）

「Maddy Candy」
DEATH DEVILによる第1期 #4の挿入歌。作詞はKANATA、作曲・編曲は小森茂生。
2009年8月12日発売、シングル9位。
「ふわふわ時間」（I）
第1期 #6、#11 - #14の挿入歌。作詞は秋山澪、作曲・編曲は前澤寛之（作詞 - 秋山澪 / 作曲 - 琴吹紬）。劇中でのメインボーカルは秋山澪（第1期 #6、#11）、平沢唯（第1期 #12、#14）。
2009年5月20日発売、シングル3位。
「わたしの恋はホッチキス」（I）
第1期 #8、#9の挿入歌。作詞は稲葉エミ、作曲・編曲は藤末樹（作詞 - 秋山澪 / 作曲 - 琴吹紬）。
「ふでペン 〜ボールペン〜」（I）
第1期 #12の挿入歌。作詞は稲葉エミ、作曲・編曲は川口進（作詞 - 秋山澪 / 作曲 - 琴吹紬）。
第2期 #9にて唯・梓による「ゆいあずVer.」を披露、『K-ON!! ORIGINAL SOUND TRACK Vol.2』で音源化された。
「ぴゅあぴゅあはーと」（II）
第2期 #7の挿入歌。作詞は稲葉エミ、作曲・編曲は前澤寛之（作詞 - 秋山澪 / 作曲 - 琴吹紬）。
2010年6月2日発売、シングル4位。
「ラヴ」
DEATH DEVILによる第2期 #10の挿入歌。作詞はKANATA、作曲・編曲は小森茂生（作詞・作曲 - DEATH DEVIL）。
2010年6月23日発売、シングル7位。
「ごはんはおかず/U&I」（II）
第2期 #20の挿入歌。作詞はかきふらい、作曲・編曲はbice（ごはんはおかず）と前澤寛之（U&I）（作詞 - 平沢唯 / 作曲 - 琴吹紬）。
2010年9月8日発売、シングル3位。
「天使にふれたよ!」（II）
第2期 #24の挿入歌。作詞は稲葉エミ、作曲・編曲は川口進（作詞 - 平沢唯・秋山澪・田井中律・琴吹紬 / 作曲 - 琴吹紬）。

#### 関連楽曲
K-ON! ORIGINAL SOUND TRACK
- K-ON! ORIGINAL SOUND TRACK（2009年6月3日発売、アルバム15位）
- K-ON!! ORIGINAL SOUND TRACK Vol.1（2010年7月21日発売、アルバム16位）
- K-ON!! ORIGINAL SOUND TRACK Vol.2（2010年10月6日発売、アルバム13位）

「けいおん!」オフィシャル バンドやろーよ!! （バンドスコア付）
- TVアニメ「けいおん!」オフィシャル バンドやろーよ!!（2009年9月2日発売、アルバム8位）
- TVアニメ「けいおん!」オフィシャル バンドやろーよ!! PART2（2010年3月3日発売、アルバム33位）
- TVアニメ「けいおん!!」オフィシャル 「バンドやろーよ!! 〜Let's MUSIC!!〜」（2010年5月26日発売、アルバム12位）
- TVアニメ「けいおん!!」オフィシャル バンドやろーよ!! 〜Let's MUSIC!!2〜（2010年9月15日発売、アルバム20位）
- TVアニメ「けいおん!!」オフィシャル バンドやろーよ!! 〜Let's MUSIC!!3〜（2010年12月22日発売、アルバム38位）
- TVアニメ「けいおん!!」オフィシャル バンドやろーよ!! 〜Let's MUSIC!!4〜（2011年6月15日発売、アルバム49位）

「けいおん!」イメージソング シリーズ
- 「けいおん!」イメージソング 平沢唯（2009年6月17日発売、シングル3位）歌：平沢唯（声：豊崎愛生）
- 「けいおん!」イメージソング 秋山澪（2009年6月17日発売、シングル2位）歌：秋山澪（声：日笠陽子）
- 「けいおん!」イメージソング 田井中律（2009年8月26日発売、シングル5位）田井中律（声：佐藤聡美）
- 「けいおん!」イメージソング 琴吹紬（2009年8月26日発売、シングル6位）歌：琴吹紬（声：寿美菜子）
- 「けいおん!」イメージソング 中野梓（2009年8月26日発売、シングル3位）歌：中野梓（声：竹達彩奈）
- 「けいおん!」イメージソング 平沢憂（2009年10月21日発売、シングル8位）歌：平沢憂（声：米澤円）
- 「けいおん!」イメージソング 真鍋和（2009年10月21日発売、シングル9位）歌：真鍋和（声：藤東知夏）
- 「けいおん!!」イメージソング 平沢唯（2010年9月21日発売、シングル5位）歌：平沢唯（声：豊崎愛生）
- 「けいおん!!」イメージソング 秋山澪（2010年9月21日発売、シングル4位）歌：秋山澪（声：日笠陽子）
- 「けいおん!!」イメージソング 田井中律（2010年11月17日発売、シングル10位）歌：田井中律（声：佐藤聡美）
- 「けいおん!!」イメージソング 琴吹紬（2010年11月17日発売、シングル11位）歌：琴吹紬（声：寿美菜子）
- 「けいおん!!」イメージソング 中野梓（2010年11月17日発売、シングル9位）歌：中野梓（声：竹達彩奈）
- 「けいおん!!」イメージソング 平沢憂（2011年1月19日発売、シングル5位）歌：平沢憂（声：米澤円）
- 「けいおん!!」イメージソング 真鍋和（2011年1月19日発売、シングル9位）歌：真鍋和（声：藤東知夏）
- 「けいおん!!」イメージソング 鈴木純（2011年1月19日発売、シングル8位）歌：鈴木純（声：永田依子）

LIVE CDシリーズ
- 『けいおん! ライブイベント 〜レッツゴー!〜』LIVE CD!（2011年11月16日発売、アルバム15位）
- 『けいおん!! ライブイベント 〜Come with Me!!〜』LIVE CD!（2011年11月16日発売、アルバム13位）

CD-BOX
- K-ON! MUSIC HISTORY'S BOX (2013年3月20日発売、アルバム10位)

### 各話リスト

#### 第1期
| 話数        | サブタイトル  | 脚本     | 絵コンテ          | 演出       | 作画監督            | 劇中歌                               |
| ----------- | ------------- | -------- | ----------------- | ---------- | ------------------- | ------------------------------------ |
| #1          | 廃部!         | 吉田玲子 | 山田尚子          | 山田尚子   | 堀口悠紀子          | 翼をください                         |
| #2          | 楽器!         | 吉田玲子 | 北之原孝將        | 北之原孝將 | 西屋太志            | -                                    |
| #3          | 特訓!         | 村元克彦 | 米田光良          | 米田光良   | 髙橋真梨子          | -                                    |
| #4          | 合宿!         | 花田十輝 | 石立太一          | 石立太一   | 秋竹斉一            | Maddy Candy                          |
| #5          | 顧問!         | 花田十輝 | 高雄統子          | 高雄統子   | 植野千世子          | -                                    |
| #6          | 学園祭!       | 村元克彦 | 石原立也          | 石原立也   | 池田和美            | ふわふわ時間                         |
| #7          | クリスマス!   | 吉田玲子 | 北之原孝將        | 北之原孝將 | 堀口悠紀子          | -                                    |
| #8          | 新歓!         | 花田十輝 | 米田光良          | 米田光良   | 髙橋真梨子          | わたしの恋はホッチキス               |
| #9          | 新入部員!     | 吉田玲子 | 石立太一          | 石立太一   | 秋竹斉一            | わたしの恋はホッチキス               |
| #10         | また合宿!     | 村元克彦 | 坂本一也          | 坂本一也   | 高橋博行            | -                                    |
| #11         | ピンチ!       | 吉田玲子 | 高雄統子          | 高雄統子   | 植野千世子          | ふわふわ時間                         |
| 最終回(#12) | 軽音!         | 花田十輝 | 石原立也 山田尚子 | 石原立也   | 池田和美            | ふでペン 〜ボールペン〜 ふわふわ時間 |
| 番外編(#13) | 冬の日!       | 吉田玲子 | 山田尚子          | 北之原孝將 | 堀口悠紀子          | -                                    |
| 番外編(#14) | ライブハウス! | 吉田玲子 | 石立太一          | 石立太一   | 秋竹斉一 堀口悠紀子 | ふわふわ時間                         |

#### 第2期
| 話数        | サブタイトル    | 脚本     | 絵コンテ   | 演出              | 作画監督   | 劇中歌                                  |
| ----------- | --------------- | -------- | ---------- | ----------------- | ---------- | --------------------------------------- |
| #1          | 高3!            | 吉田玲子 | 山田尚子   | 山田尚子          | 堀口悠紀子 | 桜が丘女子高等学校校歌                  |
| #2          | 整頓!           | 花田十輝 | 石原立也   | 石原立也          | 門脇未来   | -                                       |
| #3          | ドラマー!       | 吉田玲子 | 山田尚子   | 北之原孝將        | 池田晶子   | -                                       |
| #4          | 修学旅行!       | 村元克彦 | 三好一郎   | 三好一郎          | 西屋太志   | -                                       |
| #5          | お留守番!       | 花田十輝 | 石立太一   | 石立太一          | 植野千世子 | むすんでひらいて                        |
| #6          | 梅雨!           | 吉田玲子 | 坂本一也   | 坂本一也          | 秋竹斉一   | あめふり                                |
| #7          | お茶会!         | 横谷昌宏 | 内海紘子   | 内海紘子          | 池田和美   | ぴゅあぴゅあはーと                      |
| #8          | 進路!           | 村元克彦 | 米田光良   | 米田光良          | 門脇未来   | -                                       |
| #9          | 期末試験!       | 吉田玲子 | 武本康弘   | 北之原孝將        | 池田晶子   | ふでペン 〜ボールペン〜（ゆいあずVer.） |
| #10         | 先生!           | 花田十輝 | 高雄統子   | 高雄統子          | 西屋太志   | ラヴ                                    |
| #11         | 暑い!           | 村元克彦 | 石立太一   | 石立太一          | 植野千世子 | -                                       |
| #12         | 夏フェス!       | 吉田玲子 | 坂本一也   | 坂本一也          | 秋竹斉一   | RULE、Actress                           |
| #13         | 残暑見舞い!     | 横谷昌宏 | 内海紘子   | 内海紘子          | 池田和美   | -                                       |
| #14         | 夏期講習!       | 花田十輝 | 米田光良   | 米田光良          | 門脇未来   | -                                       |
| #15         | マラソン大会!   | 横谷昌宏 | 北之原孝將 | 北之原孝將        | 池田晶子   | -                                       |
| #16         | 先輩!           | 村元克彦 | 高雄統子   | 高雄統子          | 堀口悠紀子 | -                                       |
| #17         | 部室がない!     | 吉田玲子 | 石原立也   | 石立太一          | 植野千世子 | -                                       |
| #18         | 主役!           | 花田十輝 | 坂本一也   | 坂本一也          | 秋竹斉一   | -                                       |
| #19         | ロミジュリ!     | 横谷昌宏 | 内海紘子   | 内海紘子          | 池田和美   | -                                       |
| #20         | またまた学園祭! | 村元克彦 | 石原立也   | 米田光良          | 門脇未来   | ごはんはおかず、U&I                     |
| #21         | 卒業アルバム!   | 吉田玲子 | 北之原孝將 | 北之原孝將        | 池田晶子   | -                                       |
| #22         | 受験!           | 花田十輝 | 高雄統子   | 高雄統子          | 西屋太志   | -                                       |
| #23         | 放課後!         | 吉田玲子 | 武本康弘   | 石立太一          | 植野千世子 | -                                       |
| 最終回(#24) | 卒業式!         | 吉田玲子 | 山田尚子   | 山田尚子 坂本一也 | 堀口悠紀子 | 天使にふれたよ!                         |
| 番外編(#25) | 企画会議!       | 横谷昌宏 | 内海紘子   | 内海紘子          | 池田和美   | ごはんはおかず、U&I                     |
| 番外編(#26) | 訪問!           | 花田十輝 | 米田光良   | 米田光良          | 門脇未来   | ふわふわ時間（梓・憂・純ver.）          |
| 番外編(#27) | 計画!           | 吉田玲子 | 武本康弘   | 武本康弘          | 池田晶子   | -                                       |

### 放送局
| 放送期間                | 放送時間                     | 放送局       | 対象地域・備考                 |
| ----------------------- | ---------------------------- | ------------ | ------------------------------ |
| 2009年4月3日 - 6月26日  | 金曜 1:59 - 2:29（木曜深夜） | TBSテレビ    | 関東広域圏 / 製作局 / 字幕放送 |
| 2009年4月10日 - 7月3日  | 金曜 1:55 - 2:25（木曜深夜） | 毎日放送     | 近畿広域圏 / 字幕放送          |
| 2009年4月17日 - 7月3日  | 金曜 1:34 - 2:04（木曜深夜） | 東北放送     | 宮城県 /                       |
| 2009年4月17日 - 7月10日 | 金曜 1:56 - 2:26（木曜深夜） | 北海道放送   | 北海道                         |
|                         | 金曜 2:00 - 2:30（木曜深夜） | 中部日本放送 | 中京広域圏 / 字幕放送          |
| 2009年4月18日 - 7月11日 | 土曜 2:40 - 3:10（金曜深夜） | 中国放送     | 広島県                         |
| 2009年4月19日 - 7月12日 | 日曜 2:45 - 3:15（土曜深夜） | RKB毎日放送  | 福岡県                         |
| 2009年4月23日 - 7月16日 | 木曜 1:29 - 1:59（水曜深夜） | 静岡放送     | 静岡県                         |
| 2009年4月26日 - 7月19日 | 日曜 1:00 - 1:30（土曜深夜） | BS-TBS       | 日本全域 / BS放送              |

| 放送期間                 | 放送時間                                           | 放送局           | 対象地域・備考                              |
| ------------------------ | -------------------------------------------------- | ---------------- | ------------------------------------------- |
| 2010年3月9日 - 4月21日   | 火曜 22:00 - 23:00（HKT）                          | アニマックス香港 | 香港 / 2話連続放送                          |
| 2010年3月24日 - 4月12日  | 月曜 - 金曜 20:30 - 21:00（TST）                   | アニマックス台湾 | 台湾                                        |
| 2010年9月12日 - 12月19日 | 日曜 23:00 - 23:30（HKT）                          | J2（TVB）        | 香港 / リピート放送あり /                   |
| 2012年5月18日 - 8月17日  | 金曜 17:30 - 18:00（BST 金曜 18:30 - 19:00（CEST） | JSTV             | ヨーロッパ / 日本語オリジナルキャストで放送 |

| 放送期間                 | 放送時間                     | 放送局             | 対象地域・備考                                  |
| ------------------------ | ---------------------------- | ------------------ | ----------------------------------------------- |
| 2010年4月7日 - 9月29日   | 水曜 1:25 - 1:55（火曜深夜） | TBSテレビ          | 関東広域圏 / 製作局 / 字幕放送                  |
| 2010年4月11日 - 10月3日  | 日曜 2:28 - 2:58（土曜深夜） | 毎日放送           | 近畿広域圏 / 『アニメシャワー』第2部 / 字幕放送 |
| 2010年4月19日 - 10月18日 | 月曜 0:50 - 1:20（日曜深夜） | 青森テレビ         | 青森県 /                                        |
|                          | 月曜 1:50 - 2:20（日曜深夜） | 熊本放送           | 熊本県 /                                        |
| 2010年4月20日 - 10月12日 | 火曜 0:50 - 1:20（月曜深夜） | 長崎放送           | 長崎県                                          |
|                          | 火曜 1:25 - 1:55（月曜深夜） | 北陸放送           | 石川県 / 字幕放送                               |
|                          |                              | 山陰放送           | 鳥取県・島根県 / 字幕放送                       |
|                          | 火曜 1:50 - 2:20（月曜深夜） | 山陽放送           | 岡山県・香川県                                  |
| 2010年4月21日 - 10月13日 | 水曜 0:45 - 1:15（火曜深夜） | IBC岩手放送        | 岩手県                                          |
|                          | 水曜 0:50 - 1:20（火曜深夜） | テレビユー山形     | 山形県                                          |
|                          | 水曜 1:15 - 1:45（火曜深夜） | 新潟放送           | 新潟県 /                                        |
|                          | 水曜 1:20 - 1:50（火曜深夜） | 静岡放送           | 静岡県                                          |
|                          | 水曜 1:56 - 2:26（火曜深夜） | 北海道放送         | 北海道                                          |
| 2010年4月22日 - 10月14日 | 木曜 1:10 - 1:40（水曜深夜） | 南日本放送         | 鹿児島県                                        |
|                          | 木曜 2:26 - 2:55（水曜深夜） | テレビ高知         | 高知県                                          |
| 2010年4月23日 - 10月15日 | 金曜 1:17 - 1:47（木曜深夜） | テレビ山口         | 山口県                                          |
|                          | 金曜 1:20 - 1:50（木曜深夜） | あいテレビ         | 愛媛県                                          |
|                          |                              | 大分放送           | 大分県                                          |
|                          | 金曜 1:30 - 2:00（木曜深夜） | 東北放送           | 宮城県                                          |
|                          | 金曜 1:35 - 2:05（木曜深夜） | チューリップテレビ | 富山県                                          |
|                          | 金曜 1:55 - 2:25（木曜深夜） | テレビ山梨         | 山梨県 / 字幕放送                               |
|                          | 金曜 2:30 - 3:00（木曜深夜） | 中部日本放送       | 中京広域圏 / 字幕放送                           |
| 2010年4月24日 - 10月16日 | 土曜 2:05 - 2:35（金曜深夜） | 琉球放送           | 沖縄県 /                                        |
|                          | 土曜 2:55 - 3:25（金曜深夜） | 中国放送           | 広島県                                          |
| 2010年4月25日 - 10月17日 | 日曜 1:45 - 2:15（土曜深夜） | 信越放送           | 長野県 / 字幕放送                               |
|                          | 日曜 2:09 - 2:37（土曜深夜） | 宮崎放送           | 宮崎県                                          |
|                          | 日曜 2:45 - 3:15（土曜深夜） | RKB毎日放送        | 福岡県 / 字幕放送                               |
|                          | 日曜 2:48 - 3:18（土曜深夜） | テレビユー福島     | 福島県                                          |

| 放送期間                                       | 放送時間                                             | 放送局           | 対象地域・備考                                              |
| ---------------------------------------------- | ---------------------------------------------------- | ---------------- | ----------------------------------------------------------- |
| 2010年10月19日 - 2011年4月5日                  | 火曜 22:30 - 23:00（HKT）                            | アニマックス香港 | 香港                                                        |
| 2010年10月24日 - 2011年4月3日                  | 日曜 20:30 - 21:00（TST）                            | アニマックス台湾 | 台湾                                                        |
| 2011年5月22日 - 11月27日2012年1月1日 - 1月15日 | 日曜 23:05 - 23:35（HKT）日曜 23:00 - 23:30（HKT）   | J2（TVB）        | 香港 / リピート放送あり/ 香港 / 番外編 / リピート放送あり / |
| 2012年8月24日 - 2013年3月8日                   | 金曜 17:30 - 18:00（BST） 金曜 18:30 - 19:00（CEST） | JSTV             | ヨーロッパ / 日本語オリジナルキャストで放送                 |

### 関連商品
DVD/BDやCDの発売はポニーキャニオンが手がけている（これは後述の劇場版も同様）。

#### BD / DVD
Blu-ray Disc（BD）版は初回限定で発売。本編の他に映像特典、各種オーディオコメンタリー（下記参照）を収録。DVDは本編のみ収録。
BD第1期、第1巻は初週で約3万3,000枚を売り上げ、この時点でのテレビアニメのBDとしては史上最高記録を更新、総合でも当時では『ヱヴァンゲリヲン新劇場版:序』に続く売り上げを記録した。
第2期、第3巻BD版が初動2万8,000枚の売上げとなりオリコンBD週間ランキング第1位を獲得。この時点でBD版のシリーズ総売上枚数が34万8,000枚となり、『化物語』（33万1,000枚）を越えてテレビアニメ歴代第1位の総売上枚数を記録した。また、第2期第3巻DVD版は売上4,000枚となりBD版はDVD版の7倍以上の売上となっている。さらに第2期第5巻がBD約3万枚、DVD約4,000枚を売り上げ、BDとDVDを合わせたシリーズ累計売上枚数が50万枚を突破、第2期第8巻時点でBDシリーズ総売上が52万枚となり、テレビアニメシリーズで初めてBD単独でのシリーズ累計売り上げ枚数が50万枚を突破、オリコンランキングでの首位獲得も通算9作目と『マクロスF』に並ぶ歴代首位タイ記録を達成している。
第1期は全7巻で各巻2話ずつ収録。第2期は全9巻で各巻3話ずつ収録。BDには映像特典として、デフォルメされたキャラクターによる短編アニメの「うらおん!」（第1期）および「うらおん!!」（第2期）を収録している。また第2期のBlu-ray&DVDの店舗別の全巻購入オリジナル特典は、20以上の店やネット通販でそれぞれ異なるものが製作された。
このほか、ライブBDの『けいおん! ライブイベント 〜レッツゴー!〜』は、2010年7月12日付のオリコン・Blu-ray Disc週間チャートにて初登場1位を獲得し、同じくライブBDの『けいおん!! ライブイベント 〜Come with Me!!〜』は、2011年8月15日付のオリコン・Blu-ray Disc週間チャートにて初登場1位を獲得した。2作連続での総合首位獲得は、アニメ音楽作品ではDVDチャートも含めて史上初となる。
BD-BOXは2014年3月に第1期が、同年11月に第2期が発売された。2018年2 - 3月には廉価版BOX が第1期・第2期の順で発売された。
北米（アメリカ）地域では、第1期の発売ライセンスをバンダイエンタテインメントが2010年7月に取得。2011年春より第1期のリリースを開始した。日本国内版とは異なり1巻の収録話数を増やし（第1 - 2巻は4話、3 - 4巻は3話収録）全4巻となった。本来の予定ではDVD、BDともに通常版と各種CDを同梱した限定版を発売する予定であったが、実際には行われなかった。なお、DVDに関しては2012年2月に4枚組のボックスセットが発売されている。音声は英語吹き替え、日本語オリジナルを収録。字幕は本編上日本語表記されている物を英語に訳したものと、全セリフおよび表記が英語訳されているものの2種類入りで、リモコンの字幕操作で字幕を完全に切ることも可能となっている。吹き替えに関してはセリフのみ英語にし、楽曲に関しては原曲のままだが、第1話で演奏された『翼をください』のみ版権の関係上、英語吹き替え、日本語オリジナルともにアメリカ民謡の『オーラ・リー』に差し替えられている。また、オープニングおよびエンディングクレジットは、日本語で表記されていた部分がすべて英語に変更されている。第2巻より映像特典として、劇中歌を英語に訳したものをキャストが歌うミュージッククリップ（映像は本編のダイジェスト）が収録されている。発売前には各種コンベンションでプロモーション展開が積極的に行われていた。
第2期の北米地域販売については、第1期でライセンスを取得していたバンダイエンタテインメントが、北米向けDVD・BDの発売から撤退を発表 し、一時発売が未定となっていたが、2012年2月、ADヴィジョン系列のSentai Filmworksが新たにライセンスを取得し、同社より年内に発売することが発表された。第2期では前半・第1巻（1クール目）と後半・第2巻（2クール目および番外編）の全2巻で発売され、それぞれディスク2枚組の計4枚のディスク構成となっている。音声は北米版第1期同様の英語吹き替え、日本語オリジナルを収録。「英語吹き替えはセリフのみ英語にし、楽曲に関しては原曲のまま」という部分は第1期と共通 であるが、日本語で表記されていたオープニングおよびエンディングクレジットを英語に差し替えることはなくなり、オリジナルのまま映像および日本語クレジットが流れ、次回予告後に1分程度の英語クレジットが流れる仕様となった。字幕は第1期同様、本編上で日本語表記されているものを英語に訳したものと、全セリフおよび表記が英語訳されたものの2種類入りで、こちらもリモコンの字幕操作で字幕を完全に切ることができる。映像特典はノンクレジットオープニングとノンクレジットエンディングのみ。
なお、北米版の制作自体は、第1期も第2期もBang Zoom! Entertainmentが行っており、キャストの変更などはされていない。また、北米版のDVDはリージョンコードが日本と異なるため一般的な日本製プレーヤーでは再生できないが、BDでは共通のため再生可能である。
まアメリカと同じ英語圏の国（イギリス、オーストラリア）では、北米版と同じ吹き替えなどを使用したメディア版（BD・DVD）が発売されている。その他の国と地域では、ドイツ、フランス、韓国、台湾、タイなどでライセンスを取得した企業がそれぞれの言語にあったDVDが発売されている。なお、アメリカと同じ北米地域にあたる英語圏のカナダでは、北米版のBDとDVDがそのまま発売されている。
| 巻数 | 発売日         | BD版映像特典                                                       |
| ---- | -------------- | ------------------------------------------------------------------ |
| 1    | 2009年7月30日  | うらおん!「唯の気になるシリーズ」 豊崎愛生インタビュー             |
| 2    | 2009年8月18日  | うらおん!「りっちゃんのとっちゃうぞシリーズ」                      |
| 3    | 2009年9月15日  | うらおん!「みおのおパンツ」                                        |
| 4    | 2009年10月20日 | うらおん!「ちびゆいちゃん」 ノンクレジット・オープニング(1)        |
| 5    | 2009年11月17日 | うらおん!「けいおんぶの無人島シリーズ」                            |
| 6    | 2009年12月15日 | うらおん!「どうぶつシリーズ」                                      |
| 7    | 2010年1月19日  | うらおん!「冬…の巻」 ノンクレジット・オープニング(2)、エンディング |
| BOX  | 2014年3月5日   | 上記すべて                                                         |

| 巻数 | 発売日         | BD版映像特典                                                                  |
| ---- | -------------- | ----------------------------------------------------------------------------- |
| 1    | 2010年7月30日  | うらおん!!「みんなで占い」                                                    |
| 2    | 2010年8月18日  | うらおん!!「おみやげ話」 ノンクレジット・オープニング(1)、エンディング(1)     |
| 3    | 2010年9月15日  | うらおん!!「きょうだいほしい」                                                |
| 4    | 2010年10月20日 | うらおん!!「子どものコロのゆめ」                                              |
| 5    | 2010年11月17日 | うらおん!!「MCグランプリ」                                                    |
| 6    | 2010年12月15日 | うらおん!!「うらおん!3分クッキング」                                          |
| 7    | 2011年1月19日  | うらおん!!「桜が丘かげき団」 ノンクレジット・オープニング(2)、エンディング(2) |
| 8    | 2011年2月16日  | うらおん!!「むかしばなし」                                                    |
| 9    | 2011年3月16日  | うらおん!!「おたすけ!ゆいちゃんマン」 うらおん!!「けいおんぶラップ」          |
| BOX  | 2014年11月19日 | 上記すべて                                                                    |

初回限定版仕様（BDのみ）
第1期・第2期共通で、キャスト・スタッフによるオーディオコメンタリーを収録、描き下ろしジャケット、ピクチャーディスク仕様となっている。加えて第1期ではキャラクタープロフィールカード、特製ピック、「さわ子のきせかえ軽音部」など各種封入特典が同梱され、第7巻にはBlu-ray Disc全7巻収納BOXが付属した。第2期では描き下ろし等身大布ポスター、オリジナル・ピック、特製ステッカー、特製フィルムしおりなどが各巻の封入特典として同梱、第9巻では第1期同様にBlu-ray Disc全9巻収納BOXが付属した。
映像特典「うらおん!」スタッフ
エンディングのクレジットはひらがな表記となっている（本項でもこれにならい記述する）。
- おはなし - よしだ れいこ（第1期、第2期5 - 9話）、よこたに まさひろ（第2期1 - 4話）
- え - きょうとあにめーしょん
- せいさく - さくらこうけいおんぶ
- (C)かきふらい・ほうぶんしゃ/さくらこうけいおんぶ

けいおん! ライブイベント 〜レッツゴー!〜
2010年6月30日発売のライブDVD・BD。本編150分、映像特典としてバックステージの模様を15分収録。
けいおん!! ライブイベント 〜Come with Me!!〜
2011年8月3日発売のライブDVD・BD。本編215分、映像特典50分収録。

#### ゲーム（テレビアニメ）
けいおん! 放課後ライブ!!
2010年9月30日にセガから発売されたPlayStation Portable用のコンピュータゲーム。2010年4月3日に公式サイトでゲーム化が決定したと発表された。
2012年6月21日にはPlayStation 3用としてHD Ver.が発売された。
トレーディングカードゲーム
ムービックとエンスカイが制作する「プレシャスメモリーズ」の第1弾作品として発売することが発表され、2010年5月28日に「けいおん!」が発売された。
2010年10月29日には「けいおん! Part2」が発売され、2011年4月1日には「けいおん!! Part1」が発売された。
2011年11月25日には「けいおん!! Part2」が発売された。
けいおん! ミラクルセッション
Mobageで運営されていたソーシャルゲーム。開発元はバタフライ。
2011年11月16日から事前登録を開始し、同年11月23日サービス開始、2013年2月28日サービス終了。
けいおん! 放課後リズムタイム
インデックス（アトラス）→セガ（後のセガ・インタラクティブ）によるトレーディングカードアーケードゲーム。2013年4月26日稼働開始。
けいおん!! 放課後リズムセレクション
セガ・インタラクティブ（2015年3月まではセガ）によるトレーディングカードアーケードゲーム。2014年11月13日稼働開始、2015年9月4日稼働終了。

#### 食品

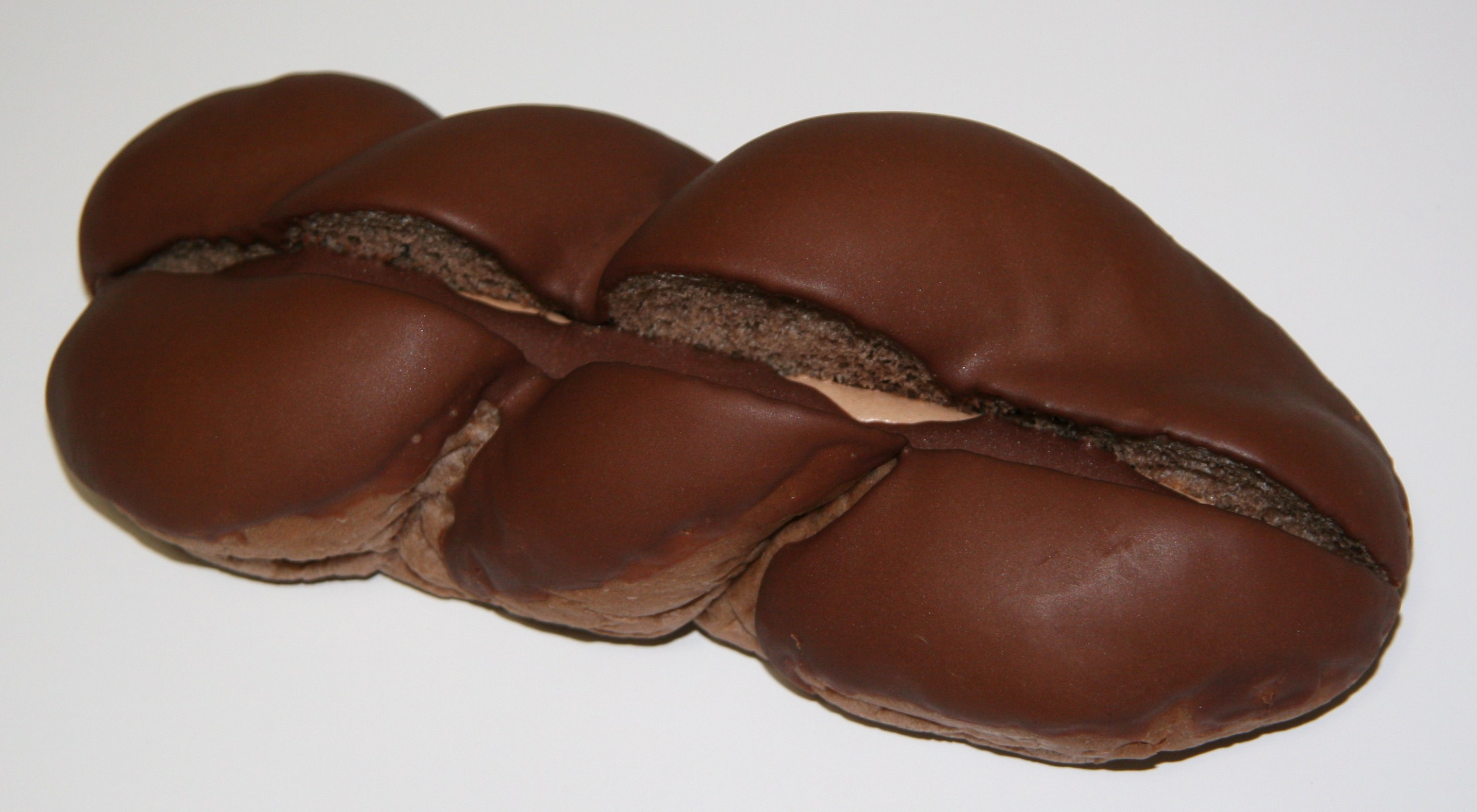
けいおん!! ゴールデンチョコパン ミニ。劇中に登場する「ゴールデンチョコパン」の小型版再現商品。

デニーズ
2010年7月20日、セブン&アイ・フードシステムズがデニーズとのコラボレーション企画として「桃のフルーツシリーズ」を販売。
「放課後ティータイム」のメンバーおすすめという設定で、両商品の味と香りをメンバー5人のイメージと一致させたものとなっている。
2011年11月1日からは映画の公開記念スペシャルメニューとして、第1弾は「えびとかきのサクサクふらいドリア」を、第2弾は「クリ〜ミ〜な自家製フルーツとらいふる」を発売した。
ムギちゃんの眉毛
2010年2月に東海漬物からたくあんが発売されていた。
ムギちゃんこと琴吹紬の眉毛が太く、色や形も相まって実はたくあんであるというネタから生まれた。パッケージはのちにリニューアルされている（初期はメイド姿、リニューアル後は制服姿）。公式ライセンスも取得している。2011年発売終了。
ローソン限定オリジナル商品（テレビアニメ版第1弾）
2010年11月9日から29日までの間、ローソンとのタイアップ企画として販売された。
計8商品を販売した。また、これとは別に2010年11月9日から、対象のお菓子を2点買うごとに、このキャンペーンのために描かれたイラストを使った唯・澪・律・紬・梓・5人全員の6種類の非売品クリアファイルの中から、好きなクリアファイル1枚を配布するキャンペーンを行った。パン以外のタイアップ商品が完売、クリアファイルの配布が終了した店舗が販売初日の時点で全国で数多く出た。
本キャンペーン終了後に雑誌取材に応じたローソンのマーケティング担当者いわく、そもそも本企画はローソンの通常のマーケティング手法では企画に上がってこないもので、隣の部署に大ファンがいたことから実現したものだという。売上はこれまでのローソンの数あるタイアップキャンペーンの中でも最上級だったとのことで、再度のキャンペーンにも前向きな姿勢を示し（本作に限らずほかの人気アニメと組むことも検討したいとした）、後述するように実際に再度のキャンペーンが実施されることになった。
ローソン限定オリジナル商品（テレビアニメ版第2弾）
2011年5月10日から23日までの間、ローソンとのタイアップ企画として再び販売された。
計7商品が5月10日に、計6商品が17日にそれぞれ発売された。
また、タイアップ商品もしくは対象のお菓子を2点買うごとに、このキャンペーンのために描かれたイラストを使った唯・澪・律・紬・梓・5人全員の6種類の非売品うちわの中から、好きなうちわ1枚を配布するキャンペーンが行われた。
売上は前回に引き続き好調であり、このキャンペーンの影響で菓子類の売上が大幅に増えたとのことである。
無洗米「ごはんはおかず」
2010年11月下旬から12月上旬ごろ、トーヨーライスから販売が行われた。
作中の挿入歌名にちなんだ商品。萌えみのり436gが8袋入っているほか、HTTロゴ入り計量カップ、唯のイラスト入りダンボールが特典として同梱されている。
けいおん!! by devilrobots 朝食ティータイムフィギュア
2011年2月8日からアサヒ飲料の「十六茶」1本につき、朝食を持った唯・澪・律・紬・梓の5種類のストラップ状のオリジナルミニフィギュアの中から1個ついた十六茶が、ローソン・セブン-イレブン・サークルKサンクス・ファミリーマートなどのコンビニエンスストア限定で販売された。
からあげクン新フレーバー投票企画
ローソンのからあげクン25周年を記念したタイアップ企画である。2011年2月8日から21日までの間、「放課後ティータイム」のイメージに合ったフレーバーを投票し、一番投票数が多かったカレー味を5月10日に発売する予定であったが、3月11日に発生した東北地方太平洋沖地震（東日本大震災）および東京電力・福島第一原子力発電所での事故の影響により中止、11月に延期となった。その11月に映画公開直前フェアの実施が発表されており、オリジナル商品のひとつとして組み込まれる（詳細は後述）。

#### 記念乗車券
近江鉄道
2010年7月28日に唯のイラストが印刷された乗車券と澪のイラストが印刷された入場券をセットにした、1冊660円の記念きっぷを発売した。
第1弾が当日中に完売し、再発売の要望があったため、第2弾として、9月11日から9月25日にかけて、律・紬のイラストが印刷された入場券各1枚と梓のイラストが印刷された乗車券をセットにした、1冊800円の記念きっぷを発売した。特典として第1弾のカードレプリカがプレゼントされた。

#### オリジナル切手
けいおん! オリジナルフレーム切手セット
2011年11月15日より、郵便局（全国599箇所）にて、オリジナルフレーム切手セットを販売。アニメ版と原作版の2種があり、それぞれ80円切手10枚、台紙1枚、ポストカード1枚、封筒1枚がセットになる。

#### Tシャツ
ユニー×けいおん! コラボTシャツ
2011年11月24日より、ユニーが経営する「アピタ」および「ビアゴ」にて、「けいおん!」Tシャツを販売している。当日からは「けいおん!長袖Tシャツ（ガールズ）」を販売し、来年からは「けいおん!半袖Tシャツ（ガールズ）」および「けいおん!半袖Tシャツ（メンズ）」を販売する予定である。

#### けいおん! × amPlug
ギター/ベースに直接差し込むヘッドフォンアンプVOX社のamPlugがけいおん！とコラボレーションした。平沢唯、秋山澪、中野梓の各キャラクターのギター/ベースサウンドを再現している。第1弾、Yui Hirasawa、Mio Akiyama、Azusa Nakanoの各バージョン（色：ホワイト）と、第2弾のカラーバージョンがある（唯：レッド、澪：ブルー、梓：グリーン）。各3,000個限定生産。のちに映画バージョンも発売。（後述）

### 受賞歴など
第1期
- レコチョクアワード2009年上半期最優秀新人賞[114] - 桜高軽音部
- 第14回アニメーション神戸賞主題歌賞[115][116]（ラジオ関西賞） -「Don't say "lazy"」
- 日経MJ2009年ヒット商品番付西前頭[117]
- 東京国際アニメフェア2010・第9回東京アニメアワード優秀作品賞テレビ部門[118]
- 第24回日本ゴールドディスク大賞特別賞[119]
- キネマ旬報社DVD・オブ・ザ・イヤー2009最優秀TVアニメ・OVA賞[要出典]
- 第4回声優アワード歌唱賞 - 放課後ティータイム[120]（豊崎愛生[注 49]、日笠陽子、佐藤聡美、寿美菜子、竹達彩奈）
- アニメージュ第32回アニメグランプリ[121]
  - 作品部門グランプリ - けいおん!
  - サブタイトル部門グランプリ - 最終回「軽音!」
  - 女性キャラクター部門グランプリ - 平沢唯[注 50]
  - アニメソング部門グランプリ - 「Don't say "lazy"」
- 平成アニソン大賞[122]
  - 作曲賞（2000年 - 2009年） - Tom-H@ck（「Cagayake!GIRLS」）
  - 特別賞（2000年 - 2009年） - 「ふわふわ時間」

第2期
- 第15回アニメーション神戸賞作品賞・テレビ部門[123]
- 東京国際アニメフェア2011・第10回東京アニメアワード[124][125]
  - テレビ部門優秀作品賞
  - 個人部門声優賞 - 豊崎愛生
- 日経エンタテインメント!ヒットメーカー・オブ・ザ・イヤー2011[要出典] - 山田尚子
- 第5回声優アワード主演女優賞 - 豊崎愛生[126][注 51]
- キネマ旬報社第1回ビデオ屋さん大賞特別賞TVA・OVA部門[127]
- アニメージュ第33回アニメグランプリ[要出典]
  - サブタイトル部門グランプリ - 最終回「卒業式!」
  - 女性キャラクター部門グランプリ - 平沢唯

### タイアップ・イベント

#### イベント
アニメ・フェスティバル・アジア
2009年11月21日・22日にシンガポールで開催された日本のポップカルチャーを紹介するイベント「アニメ・フェスティバル・アジア」（AFA）に主要声優陣 が出演し、生アフレコや質疑応答が行われた。
TVアニメ『けいおん!』ライブイベント 〜レッツゴー!〜
2009年12月30日に横浜アリーナで開催した『けいおん!』ライブイベント。主要担当声優8人と、本作の楽曲に関わったミュージシャンによるバックバンドが出演。また一部楽曲（「わたしの恋はホッチキス」、「ふわふわ時間」）では声優陣が実際に演奏した。2010年6月30日にライブDVD&Blu-ray Discが発売された。BSスカパー!やスカチャンでも2011年10月6日に放送。
TBSアニメフェスタ2010
2010年8月7日・8日に文京シビックホールで開催されたイベント。2日目ラストに放課後ティータイムの5人が出演。「GO!GO!MANIAC」を披露後にトークコーナーが設けられ、最後に「Listen!!」とアンコール後に「Utauyo!!MIRACLE」「NO,Thank You!」が披露された。
TVアニメ『けいおん!!』ライブイベント 〜Come with Me!!〜
2011年2月20日にさいたまスーパーアリーナで開催したイベント。主要担当声優10人と、本作の楽曲に関わったミュージシャンによるバックバンドが出演。前回のライブ同様に一部楽曲で声優陣が実際に演奏した。スペシャルゲストとして山田尚子監督が登場した。
このライブの模様を中心に、当作品が2011年2月26日にTBS系列全国ネットの情報7days ニュースキャスターの『ビートたけし編集長 Presents「週刊実は…」』の「お父さん世代に送る芸能袋とじ」コーナーで取り上げられた。2011年8月3日にライブDVD&Blu-ray Discが発売された。
TBSアニメフェスタ2011
2011年8月13日に文京シビックホールで開催されたイベント。オープニングアクトにシークレットゲストとして放課後ティータイムの5人が出演。「GO!GO!MANIAC」を披露後に『映画けいおん!』についてのトークや最新情報などが公開され、最後は「NO,Thank You!」を披露した。
Animelo Summer Live 2019 -STORY-
文化放送他が主催するアニソンフェスイベントで、2019年9月1日に開催された3日目前半最後にシークレットゲストとして、放課後ティータイム役の5人が出演。「Don't say "lazy"」のジャケットイラスト・ED映像での衣装（梓役の竹達彩奈は第1期BD-BOX付属ブックレットで他の4人とともに描かれた同曲仕様の梓の衣装）を着用し、「Don't say "lazy"」「GO!GO!MANIAC」の2曲を披露した。同イベント開始15周年と本作アニメ放送開始10周年という節目を記念して出演した物で、MCの中で唯役の豊崎愛生は10周年を報告すると共にこれまでのファンからの応援に対する感謝を述べている。
会場となったさいたまスーパーアリーナでの歌唱披露は前述の「〜Come with Me!!〜」以来約8年半ぶりとなることから、出演したことが発表されるとその反響は凄まじく、Twitterのデイリートレンドで1位を獲得している。

#### その他のイベント
2009年9月21日に、豊郷小学校にてファン有志主催のライブが開催された。

#### コラボレーション（テレビアニメ）
バースデーカード
2010年11月27日に平沢唯バースデーカードが1,127枚、2011年1月15日に秋山澪バースデーカードが1,150枚、2011年7月2日に琴吹紬バースデーカードが702枚、2011年8月21日に田井中律バースデーカードが821枚、2011年11月11日に中野梓バースデーカードが1,111枚と、それぞれ誕生日の月日にちなんだ枚数分をTBSストアで税込2,000円以上の購入者を対象に先着で配布され、全て当日中に配布が終了した。
また、桜高購買部で税込5,000円以上の購入者にも送付されている。
集めて!とらんぷ娘れくしょん　
iOS用とAndroid用のゲームアプリで、2014年12月11日に正式リリースされ、そのリリース当初からカードにキャラクターが登場している。2015年5月28日にゲームの配信自体が終了した。
ウチの姫さまがいちばんカワイイ
iOS用とAndroid用のゲームアプリで、2016年9月10日〜10月7日にかけてコラボした。期間中はログインキャンペーンやガチャ、コラボレーション特別ステージのクリア景品としてキャラクターが登場した。複数の景品のうち、平沢唯、秋山澪、田井中律、琴吹紬、中野梓はボイス付きだった。
ディバインゲート零
iOS用とAndroid用のゲームアプリで、2017年12月22日〜2018年1月12日にかけてコラボした。期間中はオリジナルストーリーのコラボクエストや、コラボユニットとしてキャラクターを手に入れることができるコラボスクラッチが登場した。
白猫テニス
iOS用とAndroid用のゲームアプリで、白猫テニスのサービス開始2周年を記念したコラボを行う。同時に、「進撃の巨人」、「キズナアイ」、「ポプテピピック」もコラボを行う。

## 映画
『映画けいおん!』（えいがけいおん!）のタイトルで2011年12月3日に公開された。ロンドンに卒業旅行に行くというストーリーであり、パスポートを取得するまでを描いた第2期番外編（#27）「計画!」は本作の前日譚にあたる。まんがタイムきらら系原作作品では初の映画化作品となった。

### 概要（映画）

#### 公開までの経緯
テレビアニメ第2期の最終回に合わせ、放送のエンディングおよび公式サイトにて映画化の決定が告知された。
また、2011年2月20日に開催されたライブイベント「けいおん!! ライブイベント 〜Come with Me!!〜」にて、監督の山田尚子から公開日などが発表された。桜が丘高校在学中の新作エピソードで製作される。
2011年4月20日に上映劇場が発表され、全国47都道府県の136館前後で上映することが判明した。
2011年4月29日に特典つき前売券第1弾が全国で計4万枚発売。チケットには映画館の椅子に座って映画を見る唯・澪・律・紬・梓の5人が描かれ、特典としてチケットに描かれているイラストを使った唯・澪・律・紬・梓の5種類のクリアファイルのうち1つがランダムで配布された。しかし、公開7か月前であるにもかかわらず、わずか3日間で完売してしまう異例の売り上げとなった。
また、通常版の前売券も同時に発売され、こちらは深夜アニメの劇場版としては異例となる小人向け前売券が発売された。2011年6月4日には、5枚組のセット前売券も発売された。
2011年7月2日には特典つき前売券第2弾が発売され、チケットには部室の壁にもたれかかって眠っている5人（左から律・澪・唯・梓・紬）が描かれ、特典として唯・澪・律・紬・梓の目のアップイラストを使用した5種類のアイマスクのうち1つがランダムで配布された。同時に上映劇場約100館でマナー向上CMの上映を開始した。
2011年9月3日には特典つき前売券第3弾が発売され、特典としてアニメ第2期で登場した「けいおんぶキーホルダー」5種類のうち1つがランダムで配布された。
2011年9月15日からは京都アニメーション、コスパ、アニメイト、ゲーマーズ、ローソンで、9月30日からはTBSでそれぞれ特製前売券が発売された。
ユナイテッド・シネマの一部劇場では併設するカフェでオリジナルセットメニューが販売されていた。

#### 封切後の経過
上映開始日の2011年12月3日には、新宿ピカデリーにて主要声優陣および山田監督による舞台挨拶が行われた。この舞台挨拶では1,000席枠に10万通の応募が殺到した。
同じく12月3日には立川シネマシティにて「ライブスタイル上映」を実施した。この上映スタイルは好評につき、その後も何度か実施され、同館での上映最終日である1月27日の回で一度は終了したものの、それから1年以上後の2013年3月22日に復活開催された。
劇場で配布している「リピートポイントシート」に映画けいおん!を鑑賞時に使用した劇場チケット半券（座席指定券）3枚を貼ると、中身がランダムのメモリアルフィルム（映画で使用された生フィルム）1枚と引き換えができるキャンペーンを2011年12月5日から2012年2月29日まで行った（新宿ピカデリーをはじめ、3月1日以降も上映を継続した劇場の一部ではキャンペーン期間を上映最終日まで延長）。基本的にどの劇場も初回入荷分の在庫がなくなり次第終了する方針だったが、在庫がなくなり一旦終了したあと、上映が終了した劇場で余ったフィルムを補充のうえで引き換えを再開した劇場も一部存在する。
入場者特典として、3年生メンバーのノートをモチーフにしたポストカード（4種）、梓から先輩たちへ渡した手紙をモチーフにしたポストカード（4種）、大入り感謝記念ポストカード（5種）が週替わりで先着順で配布された。
2012年1月以降、各都道府県内の地方都市を中心に新たに上映を開始する劇場が現れ始め、2012年4月現在では上映館数のトータルが上映開始当初の2倍近くに増えている。3月30日の新宿ピカデリーでの上映終了をもって封切日からの上映館はすべて姿を消したが、それ以降も新たに上映を開始する劇場が少なからず出現し、またリバイバル上映を開始する映画館が現れるなど、公開から半年以上たっていた2012年7月の初頭まで日本国内のどこかで上映をしている映画館が存在した。その後もアニメイベントや映画祭の一環で一時的に上映されていることが多い。
日本国外では、2012年9月14日より台湾 で劇場公開されたのを皮切りに、香港、オーストラリア、スコットランド などの国と地域で劇場公開、またはアニメイベントの一環で上映された。
また、スコットランドのアニメイベントで上映された際は、プロデューサーの中山佳久と監督の山田尚子が来場し、トークショーを行っている。

#### 興行成績
全国137スクリーンの公開数において、2011年12月3、4日の初日2日間で興収3億1,631万450円、動員23万7,817人を記録。映画観客動員ランキング（興行通信社調べ）で初登場第2位となった。公開4週目には累計興収が11億3,922万5,150円になり興収10億円を突破している。2012年1月6日には、公式サイトのスタッフブログにて、観客動員が100万人を突破した旨が公表された。2012年5月2日のBD・DVD発売発表時点では興行収入19億円を突破しており、2011年に公開された松竹配給作品として最大のヒット作となった。また新宿ピカデリーでの初日動員数とパンフレット販売数のいずれも歴代1位となったことが発表されている。
本作は映画の内容を高く評価する意見の一方、30種類以上の前売り券の販売ないし複数の特典配布（半券3枚でフィルム1個と交換、週替わりポストカード10種類） や半券24枚を貼れるシートを配布し、公式が複数回の鑑賞を煽るなどの商法をヒットの要因の一つとする意見もある。

#### テレビ放送
| 放送日時                             | 放送局                                         | 視聴率（ビデオリサーチ） | 備考                      |
| ------------------------------------ | ---------------------------------------------- | ------------------------ | ------------------------- |
| 2012年10月01日 06時00分 -            | パーフェクト・チョイス プレミア1               |                          | テレビ初放送。            |
| 2012年11月10日 08時00分 -            | WOWOW                                          |                          | リピート放送あり          |
| 2012年12月24日 23時50分 - 翌02時12分 | TBSテレビ・北海道放送 テレビユー山形・静岡放送 |                          | 地上波初放送              |
| 2012年12月29日 01時10分 - 03時32分   | チューリップテレビ                             |                          | [ 170 ]                   |
| 2013年12月11日 23時50分 - 翌01時50分 | チャンネルNECO                                 |                          | CS初放送 リピート放送あり |

#### 受賞歴
- 第35回日本アカデミー賞優秀アニメーション作品賞[173]
  - 深夜アニメの劇場版としては初受賞である[174]。
- ニュータイプアニメアワード2012作品賞（劇場上映部門）
- 第17回アニメーション神戸賞・作品賞(劇場部門)[175]

### あらすじ（映画）
全員が無事に同じ大学に合格し、卒業を間近に控えるだけとなった唯・澪・律・紬は、部室でお茶を飲みながらいつも通りの時間を過ごしていた。
ある日唯たち4人は、教室でクラスメートのバレー部が卒業旅行の計画を立てていることを知り、卒業旅行に行くことを決める。その話を聞いた梓も加えて、行先の候補地を決めることになる。当初あみだくじで決めようとしていたが唯のインチキによりあみだくじは中止になる。その後、水槽の中に入れたそれぞれの行きたい場所を書いたティーカップの中から、トンちゃんが触れた場所に決めるという方法をとる。その結果、澪の希望しているロンドンに行くことになった。
いざロンドンへ出発した軽音部員たちだったが、一方で唯たち3年生は、唯の提案で先輩として梓に残すものとして、梓に贈る曲のことを考えていた。

### 登場人物・声の出演
- 平沢唯 - 豊崎愛生
- 秋山澪 - 日笠陽子
- 田井中律 - 佐藤聡美
- 琴吹紬 - 寿美菜子
- 中野梓 - 竹達彩奈
- 山中さわ子 - 真田アサミ
- 平沢憂 - 米澤円
- 真鍋和 - 藤東知夏
- 鈴木純 - 永田依子
- 川上さん - 中村千絵
- 河口紀美 - 浅川悠
- マキ - 中尾衣里
- 堀込先生 - 金谷ヒデユキ
- 唯の父 - 北沢力
- 唯の母 - 夏樹リオ
- 田井中聡 - 伊藤実華

### スタッフ（映画）
- 製作 - 渡辺香、古川陽子、安田正樹、八田英明
- 原作 - かきふらい（芳文社『まんがタイムきらら』連載）
- 監督 - 山田尚子
- 脚本 - 吉田玲子
- 絵コンテ - 山田尚子、石原立也
- 演出 - 山田尚子、石原立也、内海紘子
- レイアウト監修 - 木上益治
- キャラクターデザイン・総作画監督 - 堀口悠紀子
- 作画監督 - 堀口悠紀子、池田和美、門脇未来
- 楽器設定・楽器作監 - 高橋博行
- 美術監督 - 田村せいき
- 色彩設計 - 竹田明代
- 撮影監督 - 山本倫
- 編集 - 重村建吾
- 音響監督 - 鶴岡陽太
- 音響効果 - 神保大介
- 録音 - 名倉靖
- 音響制作担当 - 杉山好美
- 音響製作 - 楽音舎
- 音楽 - 百石元
- 音楽プロデューサー - 小森茂生、磯山敦、岡本真梨子
- 音楽制作 - ポニーキャニオン
- スーパーバイザー - 石原立也
- 制作プロデューサー - 八田真一郎
- プロデューサー - 中山佳久、中村伸一、太布尚弘、八田陽子
- 協力 - バンプレスト、日本航空、ローソン
- プロモーション協力 - 叡山電鉄、京阪電気鉄道、サンシャイン60展望台、ディー・エヌ・エー、デニーズ、ナムコ、ルミネエスト・ルミネマン、ロッテリア、ユニバーサル・スタジオ・ジャパン
- アニメーション制作 - 京都アニメーション
- 配給 - 松竹
- 製作 - 映画「けいおん!」製作委員会（TBS、ポニーキャニオン、ムービック、京都アニメーション）

### 楽曲（映画）
全て歌は放課後ティータイム（「光」を除く）。

#### 主題歌（映画）
全て作詞は大森祥子。
メインボーカルは、テーマ曲とオープニング曲は平沢唯（豊崎愛生）が、エンディング曲は秋山澪（日笠陽子）が担当している。また、予告編ではテーマ曲のInstrumentalとオープニング曲がBGMで使用されている。
「Unmei♪wa♪Endless!」
テーマ曲。作曲・編曲はTom-H@ck。
2011年12月7日発売、シングル5位。
「いちばんいっぱい」
オープニング曲。作曲はTom-H@ck、編曲は百石元。
「Unmei♪wa♪Endless!」に収録。
「Singing!」
エンディング曲。作曲は前澤寛之、編曲は小森茂生。
2011年12月7日発売、シングル4位。

#### 劇中歌（映画）
括弧内の作詞・作曲表記は劇中での設定であり、スタッフロールではこちらがクレジットされている。全て「放課後ティータイム in MOVIE」（2012年1月18日発売、アルバム4位）に収録。
「光」
作曲・編曲 - 小森茂生（作曲 - DEATH DEVIL）
「カレーのちライス」
作詞 - 稲葉エミ / 作曲・編曲 - 前澤寛之（作詞 - 秋山澪 / 作曲 - 琴吹紬）
「ごはんはおかず」
作詞 - かきふらい / 作曲・編曲 - bice（作詞 - 平沢唯 / 作曲 - 琴吹紬）
「五月雨20ラブ」
作詞 - 稲葉エミ / 作曲 - 田村信二 / 編曲 - 小森茂生（作詞 - 秋山澪 / 作曲 - 琴吹紬）
「U&I」
作詞 - かきふらい / 作曲・編曲 - 前澤寛之（作詞 - 平沢唯 / 作曲 - 琴吹紬）
「天使にふれたよ!」
作詞 - 稲葉エミ / 作曲・編曲 - 川口進（作詞 - 平沢唯・秋山澪・田井中律・琴吹紬 / 作曲 - 琴吹紬）
「ふわふわ時間」
作詞 - かきふらい / 作曲・編曲 - 前澤寛之（作詞 - 秋山澪 / 作曲 - 琴吹紬）
「Singing!」とのメドレーでエンディング曲としても使用された。

### 関連楽曲（映画）
サウンドトラック
- K-ON! MOVIE ORIGINAL SOUND TRACK（2011年12月21日発売、アルバム20位）

劇中歌アルバム
- 放課後ティータイム in MOVIE（2012年1月18日発売、アルバム4位）

オフィシャルバンドスコア集&CD
- 映画「けいおん!」オフィシャル バンドやろーよ!! K-ON! MOVIE編（2012年2月19日発売）

### 特別番組
『映画「けいおん!」ナビ「1、2、3はけいおん!」』は、毎日放送 (MBS)以外のTBS系列で放送されたほか、TBS系列が存在しない秋田県の秋田放送（ABS）と福井県の福井放送（FBC）でも放送された。出演者は加藤シルビア、小林悠、田中みな実（以上TBSアナウンサー）、豊崎愛生、日笠陽子、佐藤聡美、寿美菜子、竹達彩奈。劇場版BD/DVD初回限定版の特典映像としても収録されている。
『映画「けいおん!」スペシャル』は、TBSチャンネルで放送された。

#### 放送局（特別番組）
| 放送日         | 放送時間                     | 放送局             | 対象地域・備考      |
| -------------- | ---------------------------- | ------------------ | ------------------- |
| 2011年11月28日 | 月曜 1:20 - 1:50（日曜深夜） | チューリップテレビ | 富山県              |
|                | 月曜 1:25 - 1:55（日曜深夜） | 東北放送           | 宮城県              |
|                | 月曜 2:20 - 2:50（日曜深夜） | 熊本放送           | 熊本県              |
| 2011年11月29日 | 火曜 1:55 - 2:25（月曜深夜） | 静岡放送           | 静岡県              |
| 2011年11月30日 | 水曜 1:20 - 1:50（火曜深夜） | テレビユー山形     | 山形県              |
|                | 水曜 1:25 - 1:55（火曜深夜） | 山陰放送           | 鳥取県・島根県      |
|                | 水曜 2:26 - 2:56（火曜深夜） | 北海道放送         | 北海道              |
| 2011年12月1日  | 木曜 1:20 - 1:50（水曜深夜） | 中国放送           | 広島県              |
| 2011年12月3日  | 土曜 1:20 - 1:50（金曜深夜） | 琉球放送           | 沖縄県              |
|                | 土曜 2:00 - 2:30（金曜深夜） | 山陽放送           | 岡山県・香川県      |
|                | 土曜 2:25 - 2:55（金曜深夜） | テレビ山梨         | 山梨県              |
|                | 土曜 2:45 - 3:15（金曜深夜） | テレビユー福島     | 福島県              |
|                |                              | 長崎放送           | 長崎県              |
|                | 土曜 3:25 - 3:55（金曜深夜） | TBSテレビ          | 関東広域圏 / 製作局 |
|                | 土曜 10:30 - 11:00           | 青森テレビ         | 青森県              |
|                | 土曜 14:30 - 15:00           | IBC岩手放送        | 岩手県              |
|                |                              | 北陸放送           | 石川県              |
| 2011年12月4日  | 日曜 2:09 - 2:39（土曜深夜） | 宮崎放送           | 宮崎県              |
|                | 日曜 2:33 - 3:03（土曜深夜） | 大分放送           | 大分県              |
| 2011年12月5日  | 月曜 1:00 - 1:30（日曜深夜） | 新潟放送           | 新潟県              |
|                | 月曜 1:30 - 2:00（日曜深夜） | テレビ山口         | 山口県              |
|                |                              | テレビ高知         | 高知県              |
| 2011年12月6日  | 火曜 1:20 - 1:50（月曜深夜） | あいテレビ         | 愛媛県              |
|                | 火曜 2:14 - 2:44（月曜深夜） | 秋田放送           | 秋田県              |
| 2011年12月7日  | 水曜 0:40 - 1:10（火曜深夜） | 南日本放送         | 鹿児島県            |
|                | 水曜 2:35 - 3:05（水曜深夜） | 福井放送           | 福井県              |
| 2011年12月9日  | 金曜 1:20 - 1:50（木曜深夜） | 信越放送           | 長野県              |
|                | 金曜 2:05 - 2:35（木曜深夜） | 中部日本放送       | 中京広域圏          |
| 2011年12月13日 | 火曜 2:25 - 2:55（月曜深夜） | RKB毎日放送        | 福岡県              |

| 放送日         | 放送時間                     | 放送局        | 対象地域・備考    |
| -------------- | ---------------------------- | ------------- | ----------------- |
| 2011年11月29日 | 火曜 3:00 - 3:30（月曜深夜） | TBSチャンネル | 日本全域 / CS放送 |

### 関連商品（映画）

#### 映画版DVD・BD
2012年7月18日にDVD、BDいずれも通常版と初回限定版が発売された。本編は5.1ch/2ch、BDはリニアPCM、DVDはドルビーデジタルで収録。通常版は本編のみ収録し、2色仕様ピクチャーディスクとなっている。初回限定版は本編ディスクには音声特典としてキャスト・スタッフ・プロデューサーによるオーディオコメンタリーを収録、下記の内容の映像特典ディスクと封入特典が同梱される。
発売初週でBD初回限定版が96,000枚、DVD初回限定版が28,000枚の売り上げを記録、2012年7月30日付オリコン週間ランキングでBD総合ランキング1位、DVD総合ランキング2位に入った。特にBDの売り上げ枚数はテレビアニメ版を含めたシリーズ最高の売り上げ枚数となっている。また、2012年7月23日付のTSUTAYAのレンタルランキングでも初登場で7位に入っている。
封入特典
- 絵コンテ縮小版
- 劇場用パンフレット縮小版
- ミニ設定資料集
- 「天使にふれたよ！」コード譜（4種）
- ブロマイドセット（5種）
- 前売鑑賞券縮小版（5種）

映像特典
- 山田尚子監督inロンドン（シナリオハンティング映像）
- 田中みな実のアフレコ潜入リポート〜未放送部分追加・完全版〜
- 11/27 放課後ティータイムinユニバーサル・スタジオ・ジャパン 舞台裏映像
- 11/27 放課後ティータイムin TBS 記者会見映像
- 映画「けいおん！」ナビ番組 1・2・3はけいおん！
- けいおん！音楽堂
- 12/3 初日舞台挨拶映像
- ノンクレジットオープニング／エンディング
- マナーフィルム
- 特報／予告／TVスポット集

仕様
- 特製三方背BOX
- 描き下ろしジャケット
- 日本語字幕
- ピクチャーディスク

##### 海外でのメディア版
日本国外では北米（アメリカ、カナダ）、台湾、香港、ドイツ、オーストラリア、イギリス、タイなどの国と地域で映画『けいおん!』のメディア版が発売、および発売予定となっている。
北米版（英語）の制作・吹き替えは第1期・第2期の北米版と同じく、Bang Zoom! Entertainmentが行い、Sentai Filmworksから2013年5月21日に発売。日本版の映像特典も英語字幕の上で収録されている。

### タイアップ・イベント（映画）

#### 映画のイベント
映画化記念! けいおん! ぜ〜んぶ観ちゃおう上映会!!
映画の公開を記念し、テレビアニメ第1期および第2期が映画館5館（うち1館は映画上映なし）で上映された。2011年10月29日に第1期、11月5日に第2期前半、11月12日に第2期後半が上映された。
GO! GO! FUKUTOSHIN ジャック 〜池袋・新宿・渋谷〜
2011年11月18日 - 2012年1月27日までをメインエリアを池袋、サブエリアを新宿・渋谷として展開するスタンプラリーが実施された。
また同期間中にナムコ・ナンジャタウンでコラボイベントが実施されるほか、サンシャイン60展望台では「けいおん!」に関するギャラリーコーナーや、グッズを販売するショップが設置された。
放課後ティータイムinユニバーサル・スタジオ・ジャパン
2011年11月27日にユニバーサル・スタジオ・ジャパンで開催。映画の公開直前イベントとして開催され、主要担当声優陣5人によるトークイベントや映画のテーマ曲とエンディング曲が披露された。
また、同年10月29日から特典つきスタジオ・パスが発売されたほか、同年11月28日からは「けいおん! in ユニバーサル・スタジオ・ジャパン」として、コラボグッズの販売や、等身大フィギュアの展示が行われた。
2011年11月27日 - 12月29日までユニバーサル・スタジオ・ジャパンの最寄り駅であるユニバーサルシティ駅前のローソン「ローソン ホテル京阪ユニバーサルタワー店」にて、店舗外観や店内BGMにいたるまで「けいおん!」一色となったコラボ店舗をオープンした。情報の事前告知は一切されなかったため、当日にオープンされるまでのサプライズ企画となった。
また2011年11月27日から12月31日の期間限定で映画のED曲の「Singing!」が人気アトラクション「ハリウッド・ドリーム・ザ・ライド」のBGMとして搭載されていた。

#### コラボレーション（映画）
タワレカード配布
タワーレコードにて、2011年10月の「タワレカードの日」に店舗にて3,000円（税込）以上購入するとけいおん!のイラストのタワレカードが1枚プレゼントされた。
LUMINE EST×LUMINE MAN×K-ON!
2011年10月8日 - 11月13日までルミネが経営するルミネエスト新宿メンズフロアおよびルミネマン渋谷において、コラボイベントが実施された。
また、10月21日に開催された「SHIBUYA FASHION FESTIVAL」において、オリジナルTシャツおよびバッジが販売された。
ロッテリアオリジナルメニュー
2011年11月17日から、ロッテリアでオリジナルメニューが販売された。第1弾として「放課後ティータイムセット」、第2弾として「けいおん!チキンセット」が販売された。
ローソン限定オリジナル商品（劇場版公開直前バージョン）
キャンペーン通算第3弾。2011年11月22日から12月5日まで行われた。前述の震災・原発事故の影響で発売延期となった「からあげクンカレー味」を筆頭に、タイアップのオリジナル商品が用意された。また、キャンペーン初日の11月22日の午前7時から、対象のタイアップ商品を2品買うごとに、このキャンペーンのために描かれた唯・澪・律・紬・梓・5人全員の6種類の非売品クリアファイルの中から、好きなクリアファイル1枚が配布された。さらにおでんキャンペーンとして、同年同日から12月26日までの期間中に合計3個買ったおでんのレシートを送ると、抽選で「ムギちゃんおでん皿」が当たる、Ponta会員には抽選でワンサイズ大きい「ムギちゃんおでん皿」が当たる企画も用意された。このほな、クリスマスケーキや年越しそば、無洗米セットの予約など、さまざまな企画が用意されている。
アベイル×けいおん! コラボ商品
2011年11月23日から、アベイルにてけいおん!のイラストがプリントされたレディース商品およびメンズトランクスが販売された。
ナムコ×映画「けいおん!」キャンペーン
2011年11月26日〜2012年1月9日まで、ナムコ直営のアミューズメント施設にて、来店プレゼントなどのキャンペーンが行われた。
ジューサーバー
2011年11月26日から、ジューサーバーの一部店舗にてコラボメニュー「ホット‘ゆず’抹茶オーレ」の販売を実施した。また、各店舗先着50名に映画のオリジナルポストカードがプレゼントされた。
京都タカシマヤ
京都タカシマヤ（髙島屋京都店）は、2011年11月30日 - 12月6日まで、「けいおん!」フェアを実施した。映画の場面写真パネルを展示するほか、けいおん!グッズを期間限定で販売した。
日本航空の舞台等巡礼ツアー
日本航空の子会社であるジャルパックは、「けいおん!!紬ゆかりのフィンランドとロンドン5日間」と題して、2011年12月3日 - 2012年3月31日まで、海外ツアーを実施した。紬の別荘があるとされるフィンランドと映画の舞台となるロンドンを5日間にわたって、観光するツアーである。
なお、日航は映画で協力としてクレジットされており、唯たち5人が搭乗している飛行機（ボーイング777） には日本航空のロゴマークである新デザインの「鶴丸」と「JAPAN AIRLINES」の文字が表記されている。
高額なツアーであるにもかかわらず、ツアーは全席完売し、キャンセル待ちが出るほどであった。そのために追加分として第2陣のツアー募集を開始するに至った。
けいおん!! × amPlug
アニメ版のコラボレーション商品でメーカー在庫切れになっていたけいおん! × amPlug（第1弾、第2弾）が、けいおん!! × amPlugとして再登場した。プラグが金メッキとなり限定数も各5,000台に増えている。この第3弾でも、平沢唯、秋山澪、中野梓の各バージョンが用意されている。
ローソン限定オリジナル商品（第4弾）
2012年5月8日から21日まで開催。また、キャンペーン初日の5月8日の午前7時から、対象のタイアップ商品やお菓子を2品買うごとに、このキャンペーンのために描かれた唯・澪・律・紬・梓・5人全員の6種類の非売品クリアファイルの中から、好きなクリアファイル1枚がもらえるキャンペーンを実施。
けいおん!! × 伊藤園
2012年5月8日から21日まで開催のレシートIDキャンペーン。前回の『まどマギ』キャンペーンの対象商品になかったミネラルウォーター商品「エビアン」（伊藤忠商事との合弁会社により輸入販売）もラインナップに追加。また、「おーいお茶」ペットレギュラー品にはスマホ向け巾着クリーナー、「エビアン」の2本組セットにはトレカファイルケース（30枚入り）が、それぞれ付録としてついていた（後者の「エビアン」2本組セットは7月販売予定分まで生産継続）。2013年5月27日から、「おーいお茶」の「緑茶」、「濃い味」のリニューアルとも合わせ、ペットレギュラー品にピック型タッチペンの付録を始めた。
ローソン（Loppi）限定オリジナル商品・けいおん!! × TANITA
医療関連機器メーカー・タニタが限定生産する歩数計（映画『けいおん!!』オリジナルデザイン）。2012年5月8日から6月15日まで（追加受注受付は同16日から7月25日）の間Loppiでのみ受け付け実施。医療関連機器メーカーとの協業はコンビニでは史上初という異例のコラボでもある。また、タニタ独自の「からだカルテ」コラボキャンペーン（オリジナルウォーキング企画）も秋頃 に実施予定。

#### ラッピング列車・記念乗車券ほか

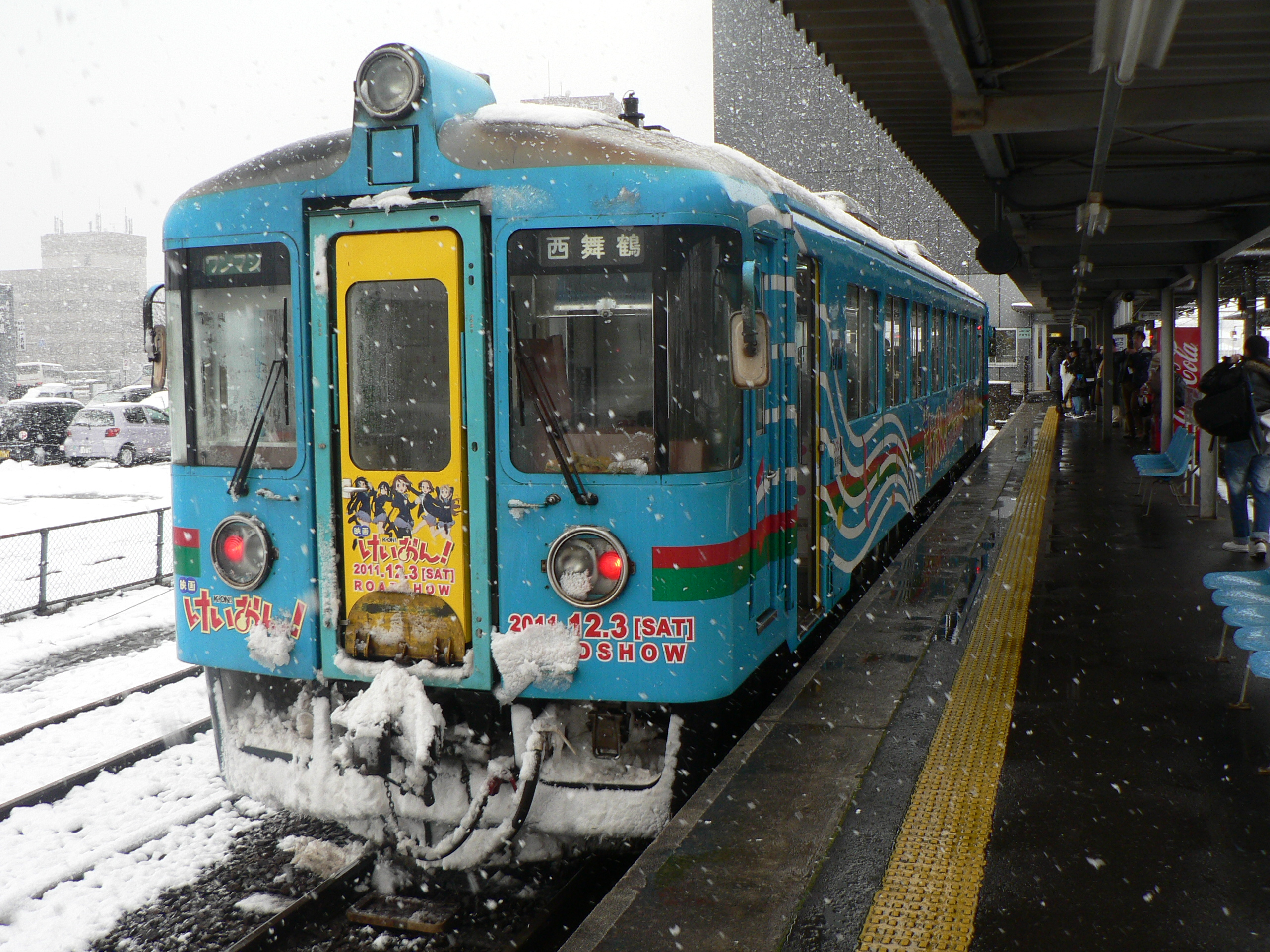
北近畿タンゴ鉄道KTR705号車、『映画けいおん!』ラッピング仕様

近江鉄道
劇場版公開に合わせて、ワーナー・マイカル・シネマズ草津・近江八幡にて観覧客先着5,000名にスタンプラリーシートを配布し、この2館および同社近江八幡駅構内のラリーポイントでスタンプを揃えると抽選で映画ポスターなどがプレゼントされた。
また年内の間、近江八幡駅で記念乗車券を発売したほか、スタンプラリー告知ステッカーを貼ったラッピング電車を1編成走らせた。
| 叡電デオ721号車、『映画けいおん!』ヘッドマーク&ラッピング仕様 |  | 叡電デオ723号車、『映画けいおん!』ヘッドマーク&ラッピング仕様 |
| 叡電デオ721号車、『映画けいおん!』ヘッドマーク&ラッピング仕様 |  | 叡電デオ723号車、『映画けいおん!』ヘッドマーク&ラッピング仕様 |

叡山電鉄
2011年6月12日に主要キャラクターの5人が印刷された入場券・乗車券計5枚と1日乗車券をセットにした、1冊2,500円の楽器型特別乗車券を出町柳駅にて発売、朝6時の発売開始からわずか3時間弱で6,000冊が即日完売した。
また、デオ720形のデオ721号車に映画公開を記念したヘッドマークを取りつけ、同年9月1日からはラッピングを追加したほか、新たにデオ723号車にもヘッドマーク取りつけおよびラッピングを施している。当初は同年12月下旬までの予定であったが、好評につき2012年2月19日まで延長が決定された。
本映画をきっかけに、叡山電鉄と芳文社関係の作品とのタイアップが不定期的に行われるようになった。
| 浜大津駅に進入する京阪600形『映画けいおん!』ラッピング編成（2011年9月5日）  |  | 浜大津駅を発車する京阪700形『けいおん!』放送5周年ラッピング編成（2014年10月11日）  |
| 浜大津駅に進入する京阪600形『映画けいおん!』ラッピング編成 （2011年9月5日） |  | 浜大津駅を発車する京阪700形『けいおん!』放送5周年ラッピング編成 （2014年10月11日） |

京阪電気鉄道
2011年8月28日に主要キャラクターの5人が印刷された1日乗車券6枚を1セット3,000円で、浜大津駅にて7,000冊限定で発売した。
なお、この乗車券は10月8日・9日に開催された第18回『鉄道フェスティバル』でも発売された ほか、10月16日に開催されたファミリーレールフェア、11月3日に開催された大津線感謝祭でも発売された。
また、同年8月22日から12月下旬（好評を受けて2012年1月9日まで延長）まで、石山坂本線用600形613編成にラッピングおよびヘッドマークを取りつけて運行した。
なお、このラッピング編成のプラモデルキット（Nゲージ鉄道模型）がプラッツから発売されている。
テレビアニメ放送5周年を記念して、2014年10月11日より、記念1日乗車券6枚を1セット3,000円で浜大津駅にて3,000冊限定で発売するほか、それに先んじて同年10月6日から2015年3月31日まで石山坂本線用700形709編成にラッピングおよびヘッドマークを取りつけて運行した。
折りしも、2014年3月18日から2015年7月31日まで石山坂本線用600形609編成に本作と同じ京都アニメーション制作のアニメ「中二病でも恋がしたい!戀」のラッピングおよびヘッドマークを取りつけて運行したため、京阪石山坂本線にて700形「けいおん!」と600形「中二病でも恋がしたい!戀」の京アニ作品のラッピング電車同士の並びが見られた。
東日本旅客鉄道（JR東日本）
2011年11月28日から12月11日まで、山手線でE231系500番台2編成に映画「けいおん!」ラッピングを施して運行した。
京都市交通局
2011年12月1日から2012年1月31日まで、スタンプラリーを実施した。期間中に市バス地下鉄1日乗車券とラリー台紙および特製オリジナル絵ハガキセット1,500円を限定5,000部発売。
北近畿タンゴ鉄道
2011年12月3日から2012年2月19日まで、宮福線および宮津線にて「けいおん!」のラッピング気動車（KTR700形705号車）を運行した。なお、この列車のラッピングは地元ボランティアの手で行われた。
東京都交通局
2011年12月16日から12月25日まで、日暮里・舎人ライナー舎人公園駅前の舎人公園に登場キャラクターを入れたクリスマスツリーを装飾した。また、12月16日から二種類のイラスト入り都営まるごときっぷ（都営交通1日乗車券）700円を合計限定5万枚を発売。

## Webラジオ『らじおん!』『らじおん!!』
豊崎愛生ら軽音部メンバーを演じる声優達がパーソナリティ（部員）としてテレビアニメ公式サイト内で配信された。全30回。2010年2月と3月にはラジオCDが発売された。
また、第2期『らじおん!!』は、テレビアニメ公式サイト内で配信（2010年12月3日の第33回配信まで配信済）である。

## ゲーム
きららファンタジア
ドリコムによるスマートフォン向けアプリゲーム。
「まんがタイムきららシリーズ」のキャラクターが多数登場し、2018年7月21日に開催された『きららファンタジア サマーフェスタ 2018』にて本作も参戦することや、キャラクターが登場する予定であることが告知された。